# موزه تولوز

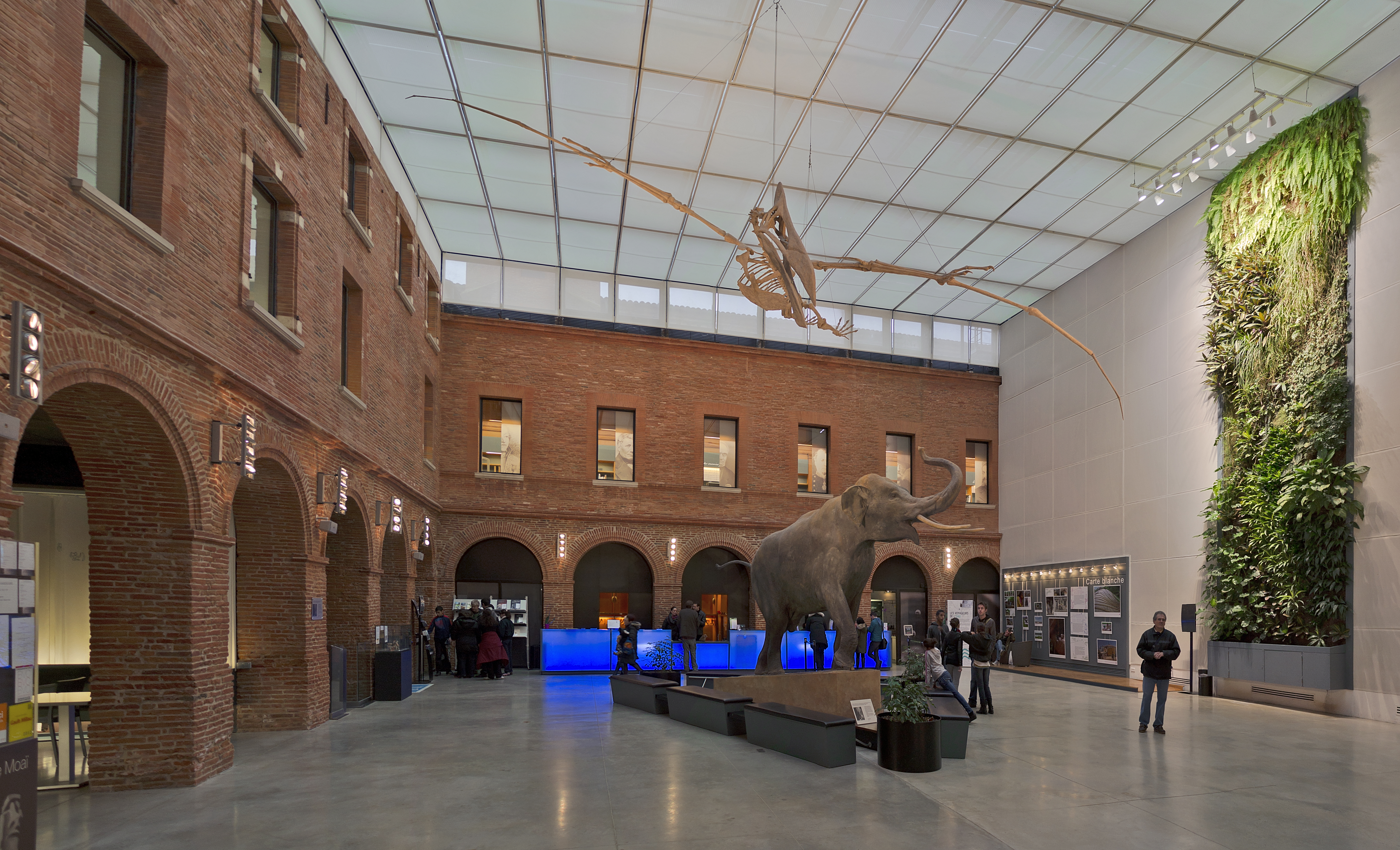
ورودی موزهٔ تولوز

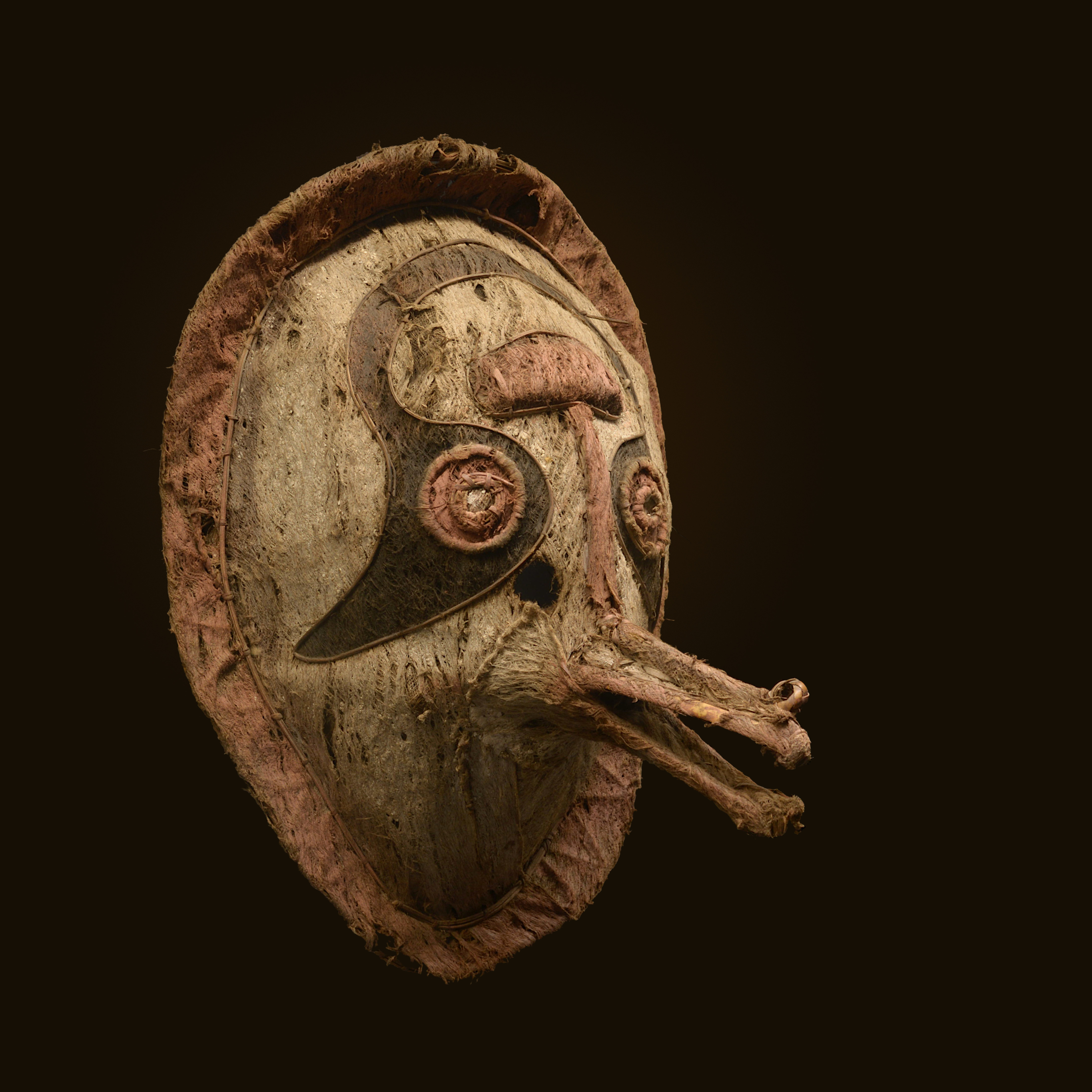
نگاره‌ای از یک ماسک متعلق به بومیان پاپوآ گینه نو. از این ماسک در مراسم مذهبی و به‌هنگام رقص آیینی استفاده می‌شده‌است. این صورتک از سال ۱۸۸۲ میلادی در مالکیت موزه تولوز قرار دارد.

موزه تولوز یا موزهٔ تاریخ طبیعی تولوز (Muséum d'Histoire Naturelle de la ville de Toulouse) یا به اختصار MHNT یک موزهٔ تاریخ طبیعی در تولوز فرانسه است. این مجموعه بیش از ۲٫۵ میلیون فقره اشیاء تاریخی دارد.

## نمایشگاه‌های دائمی

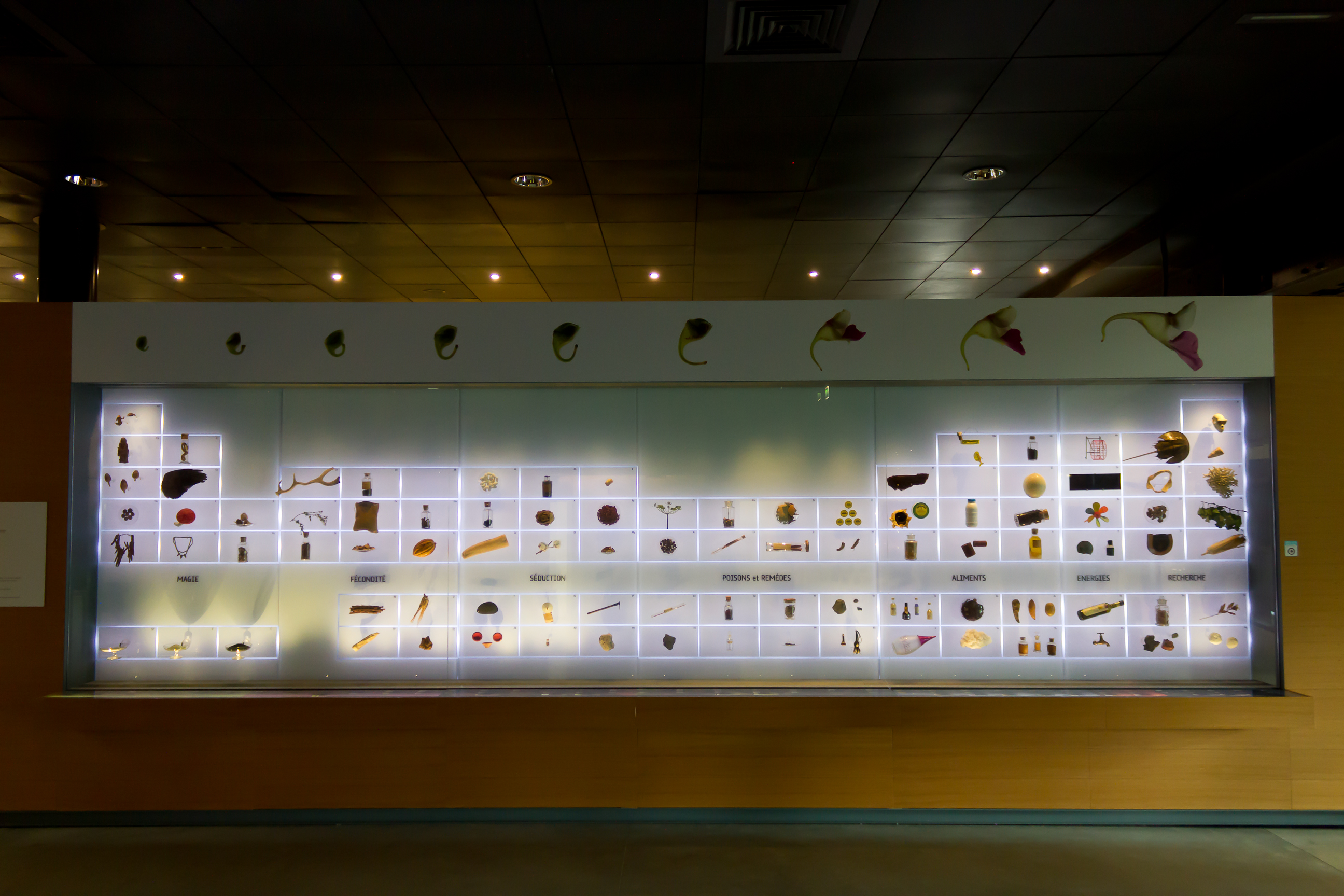
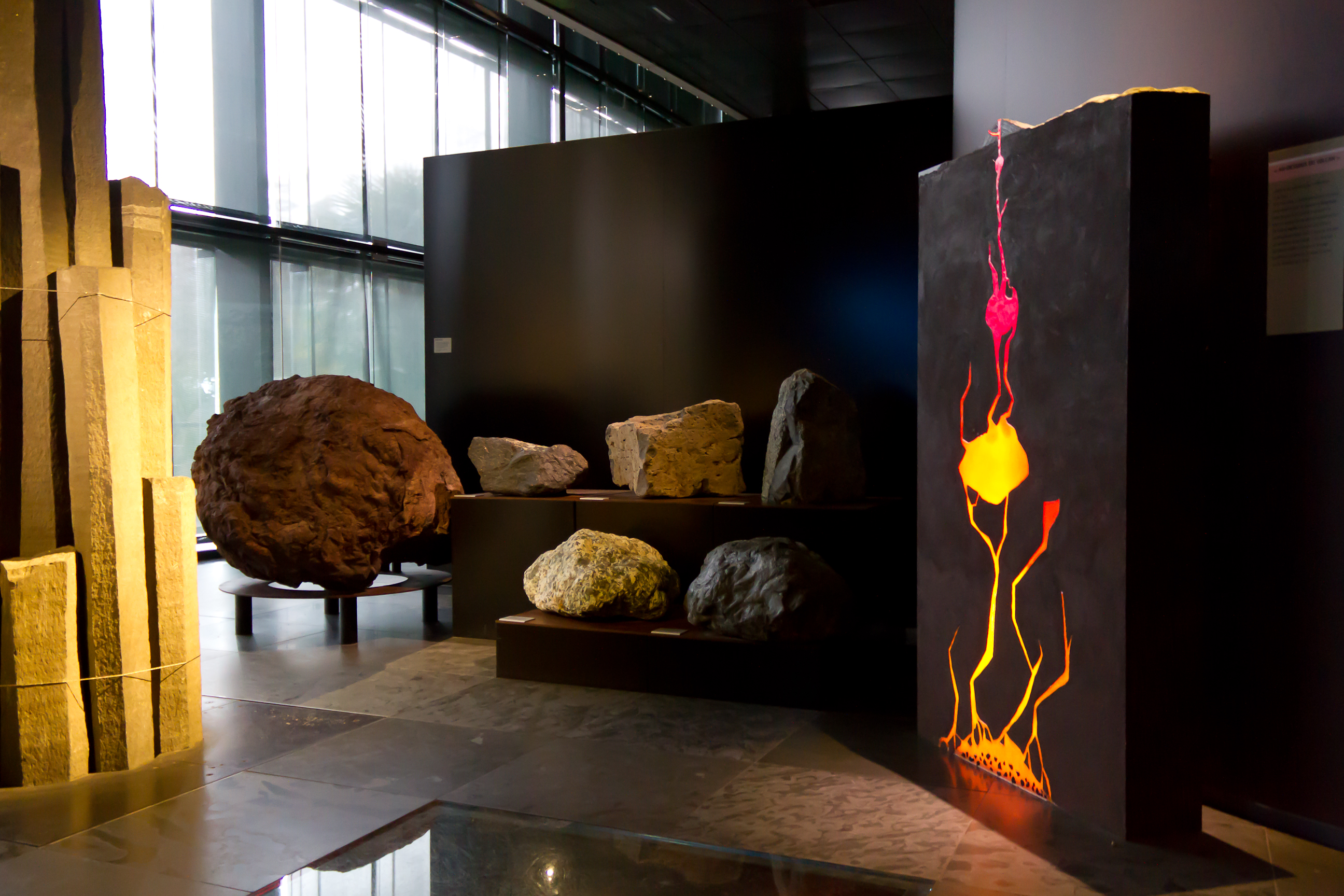
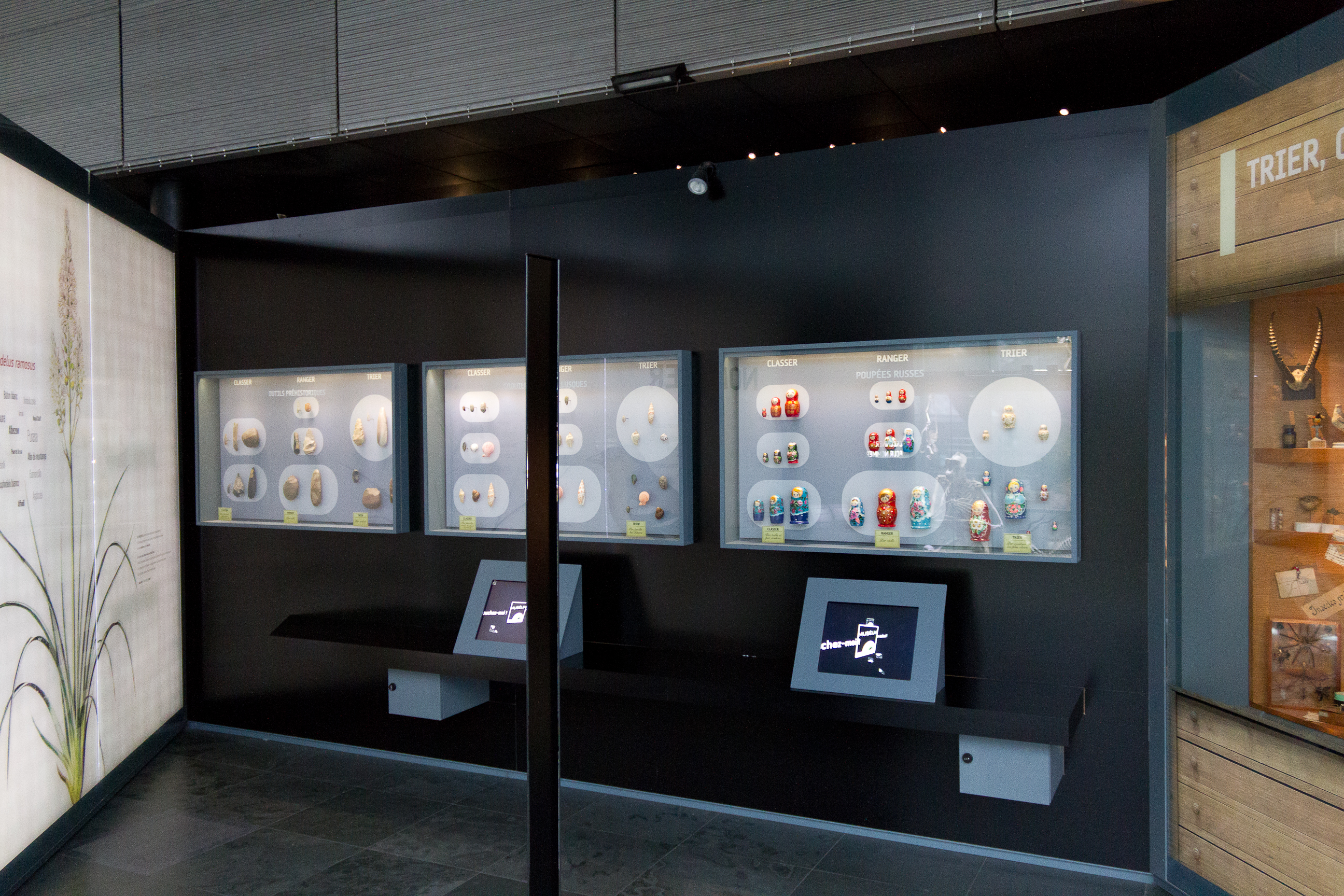
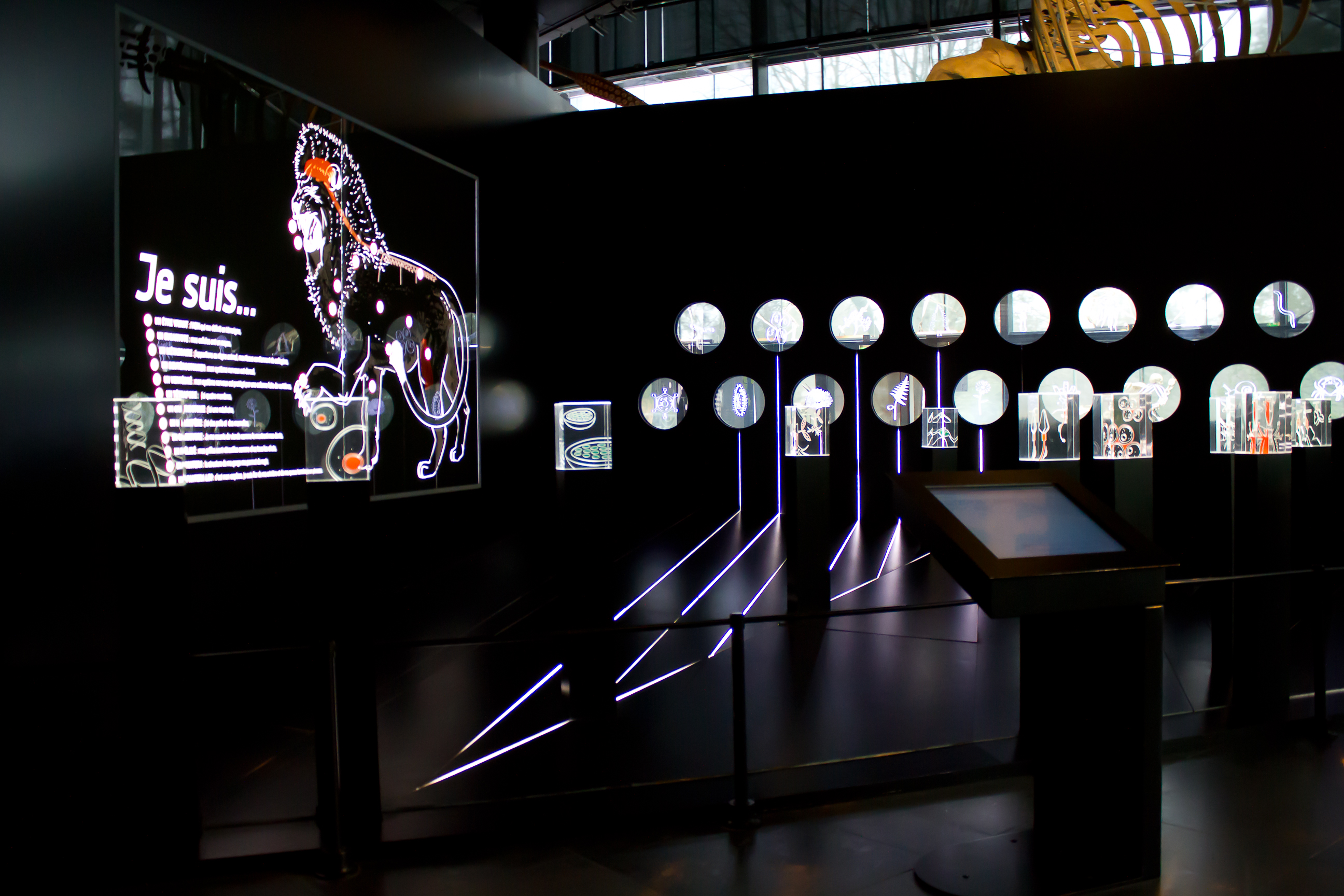
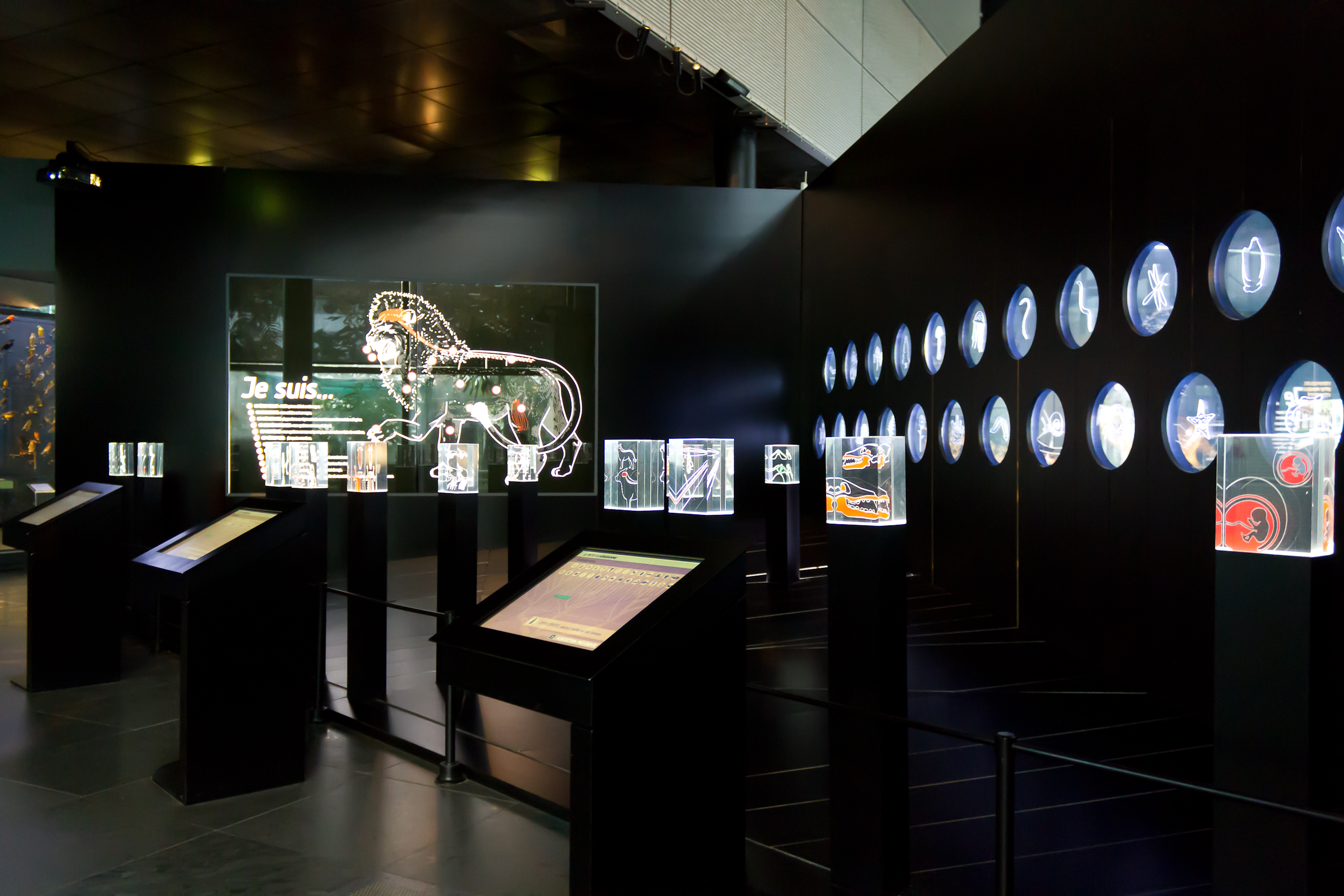
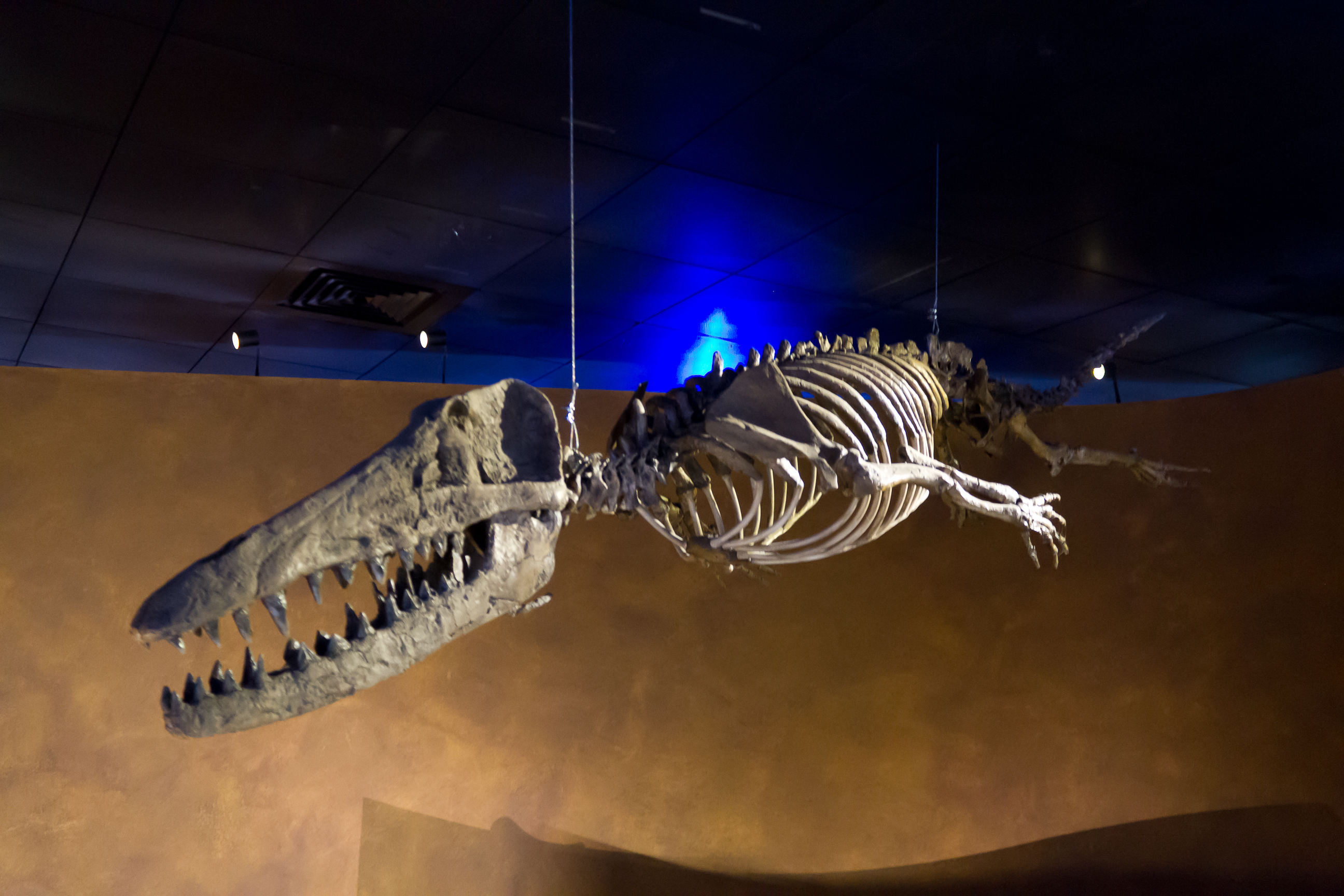
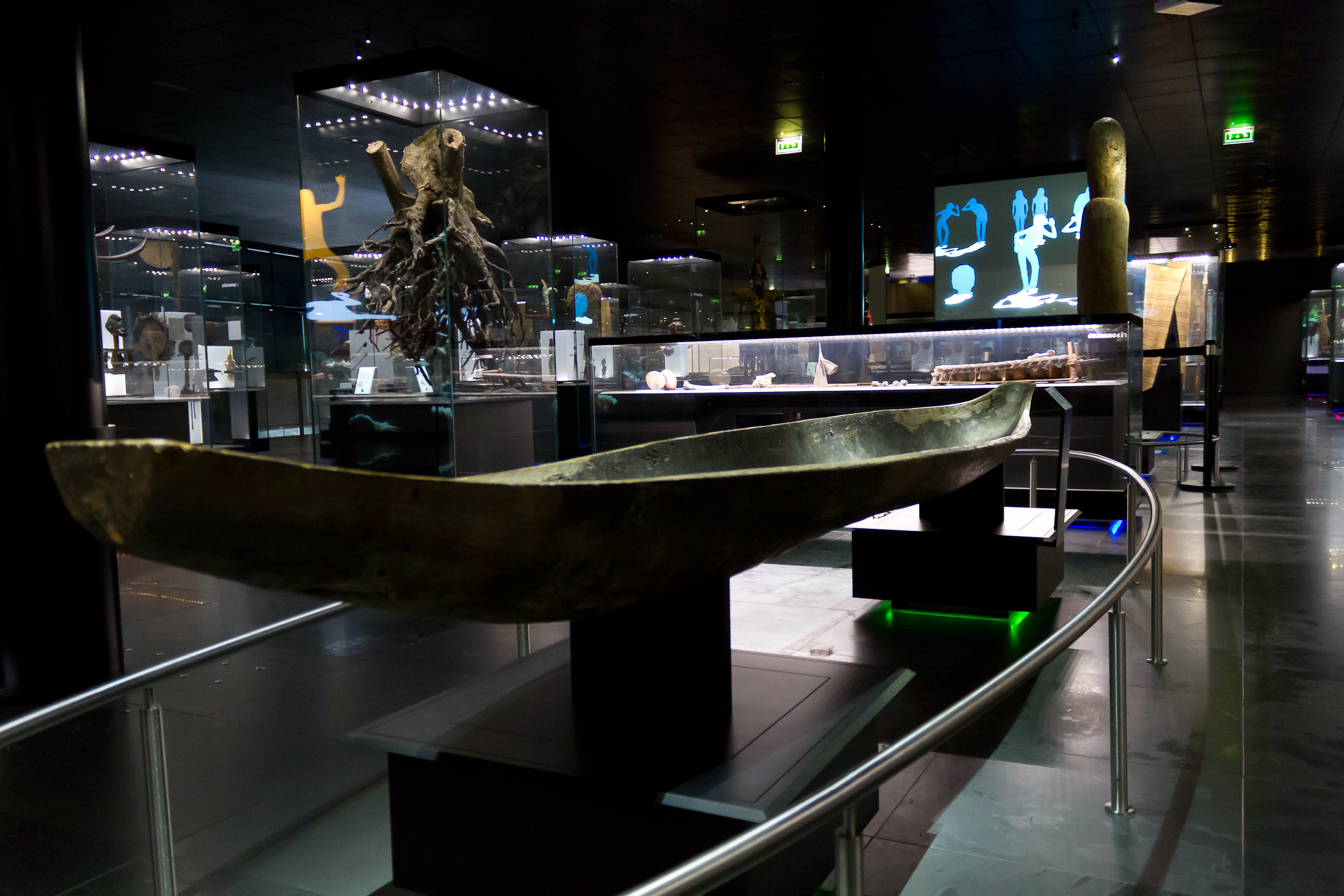
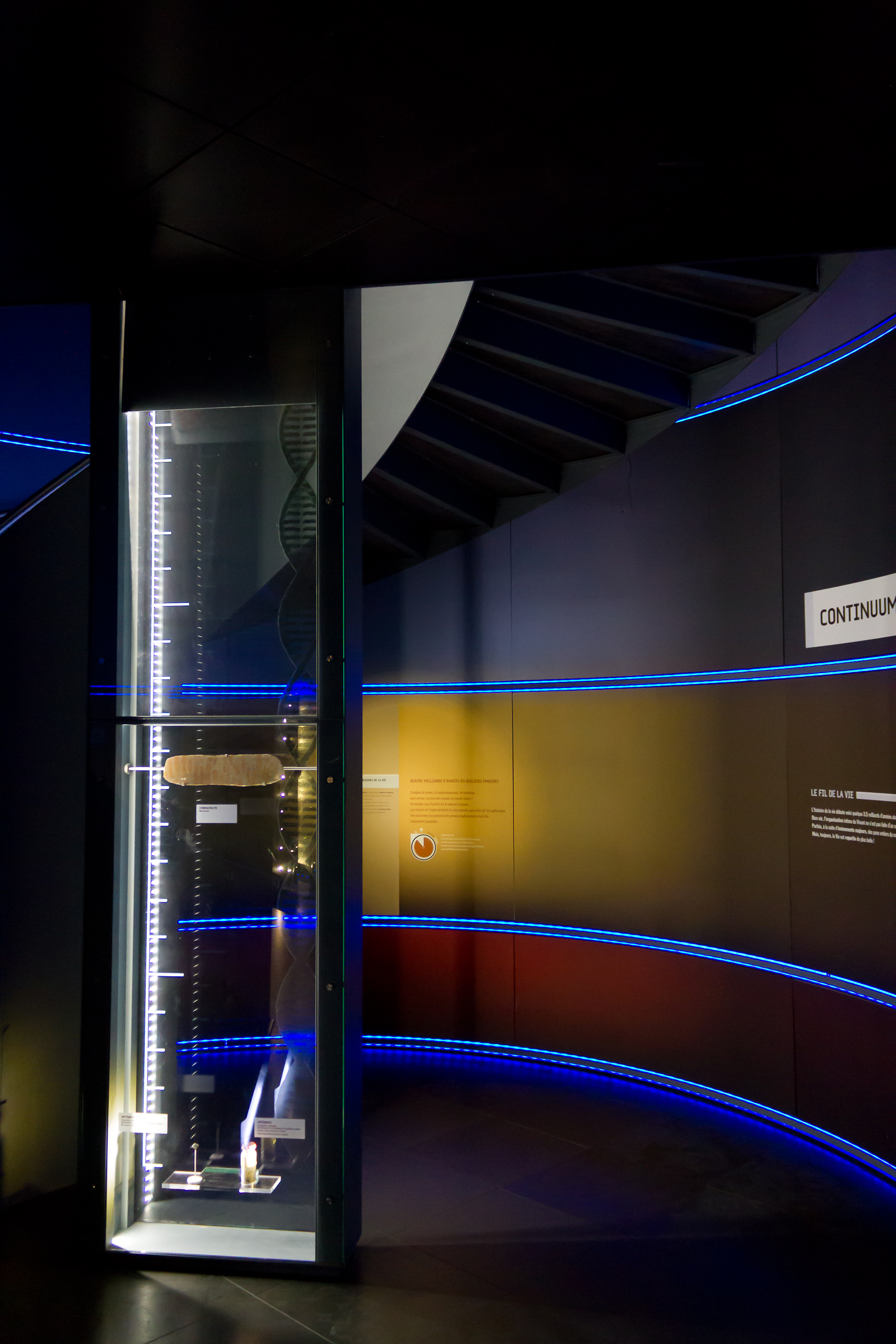

## پیشاتاریخی

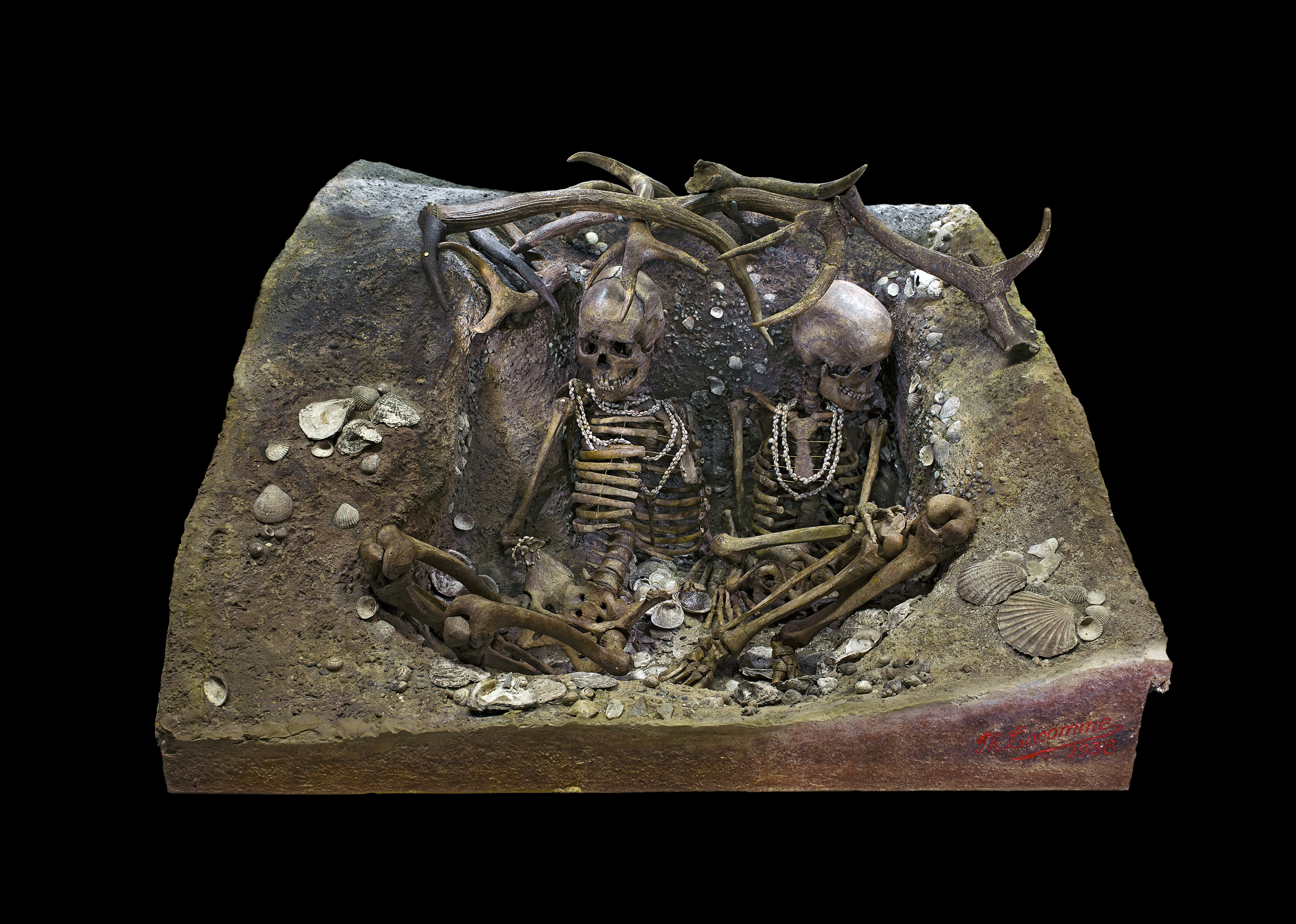
گور میان‌سنگی
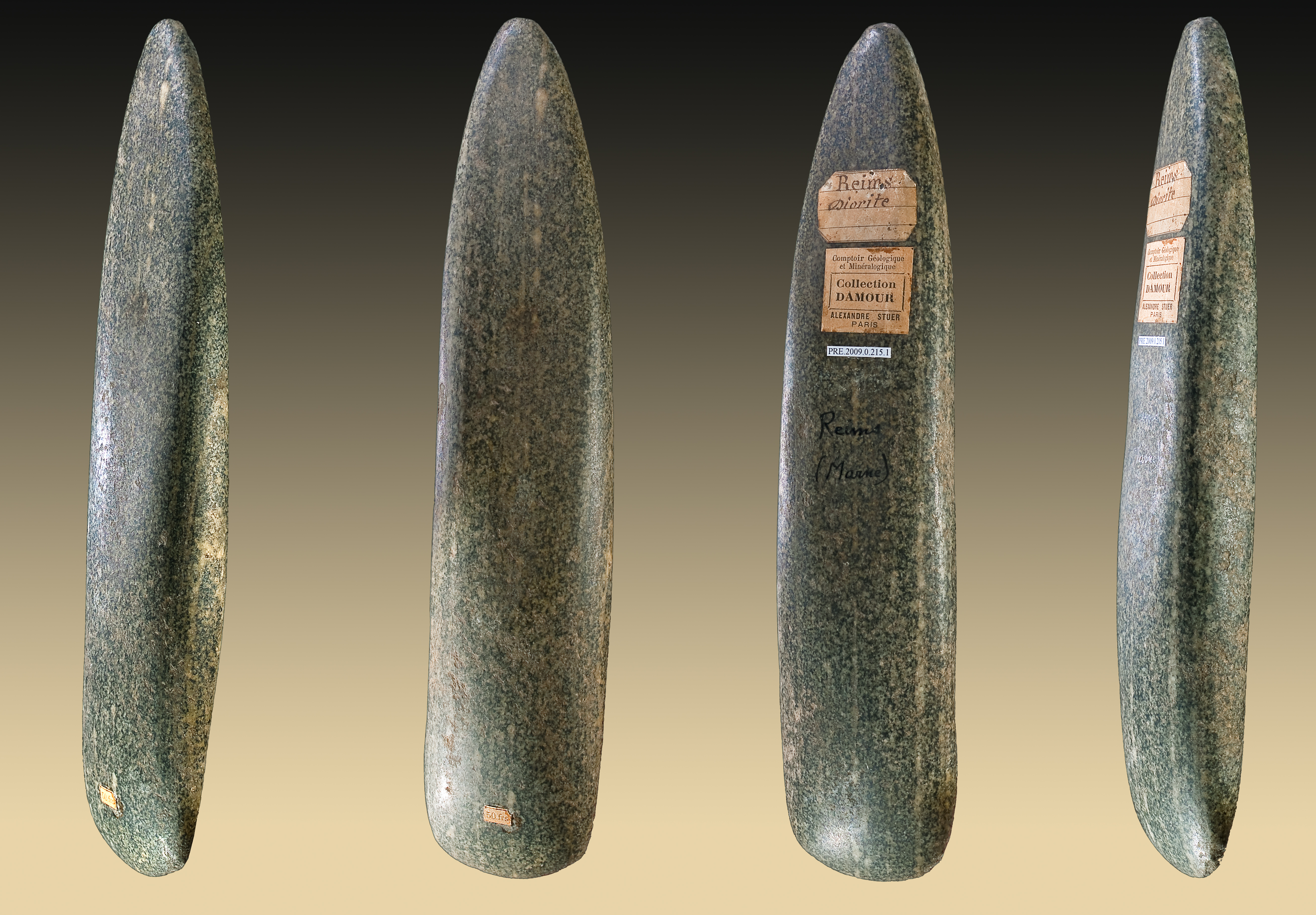
جلاداده شده - تبردوران نوسنگی رنس
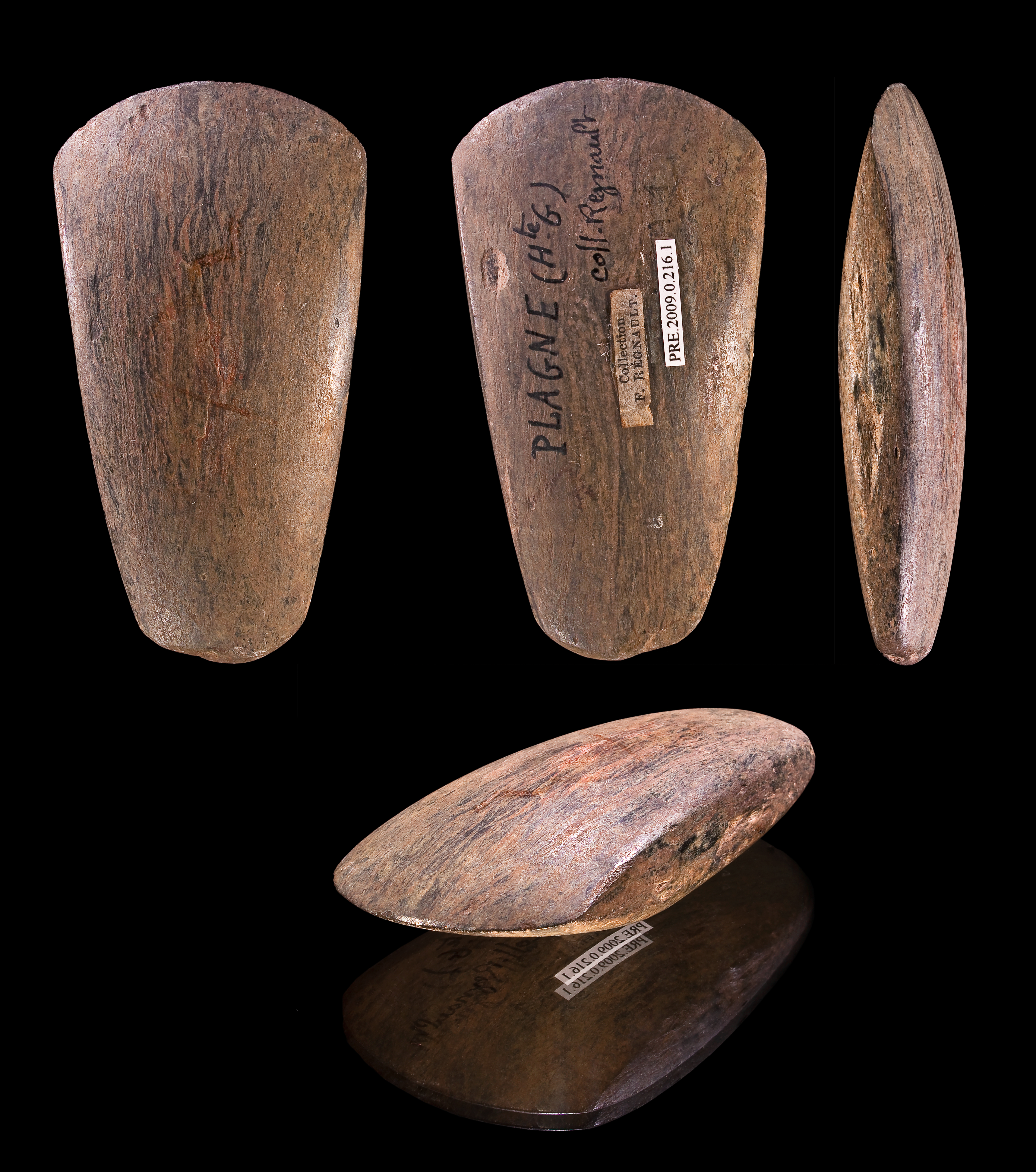
جلاداده شده -تبردوران نوسنگی
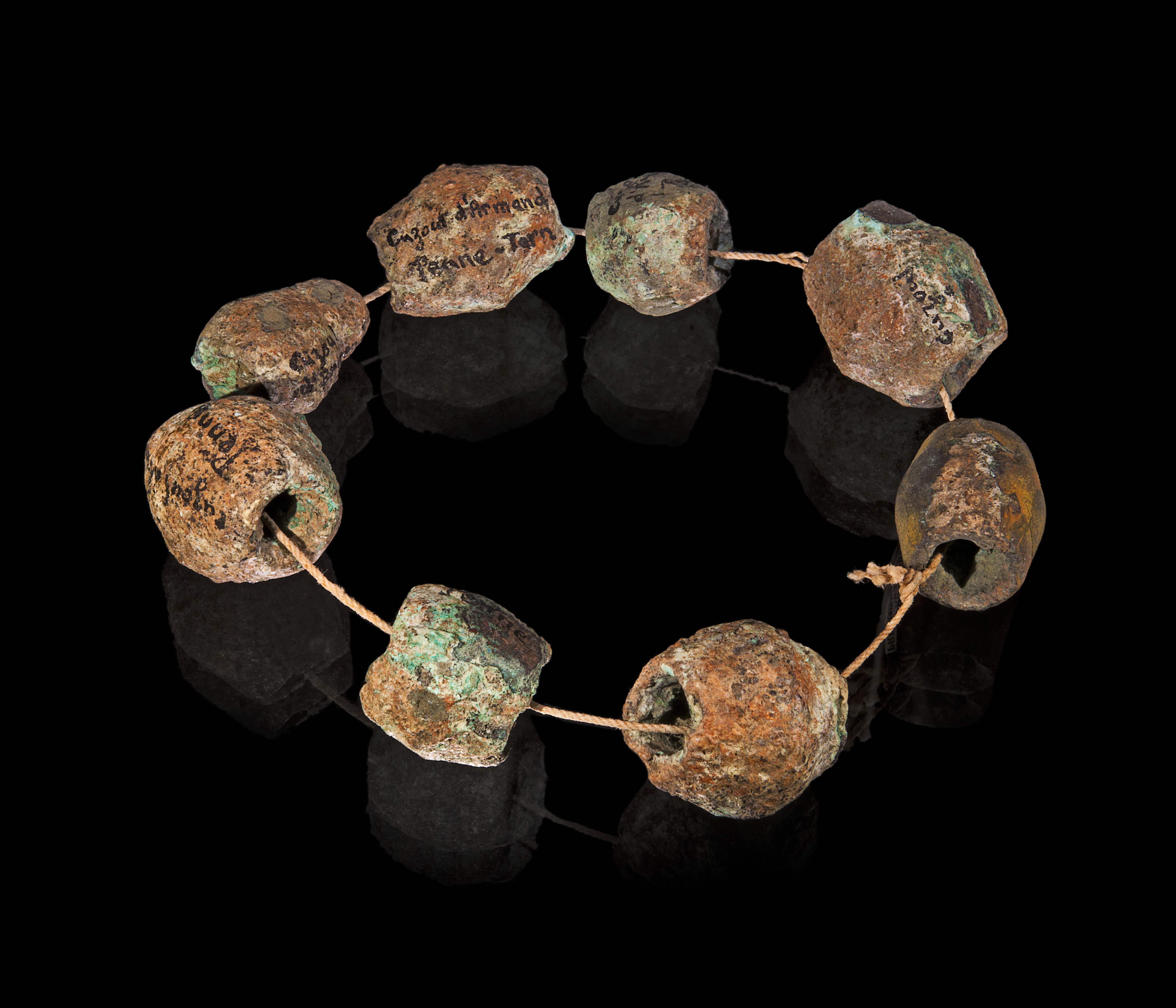
گردن‌بند هولوسن عصر برنز

## قاب‌بالان

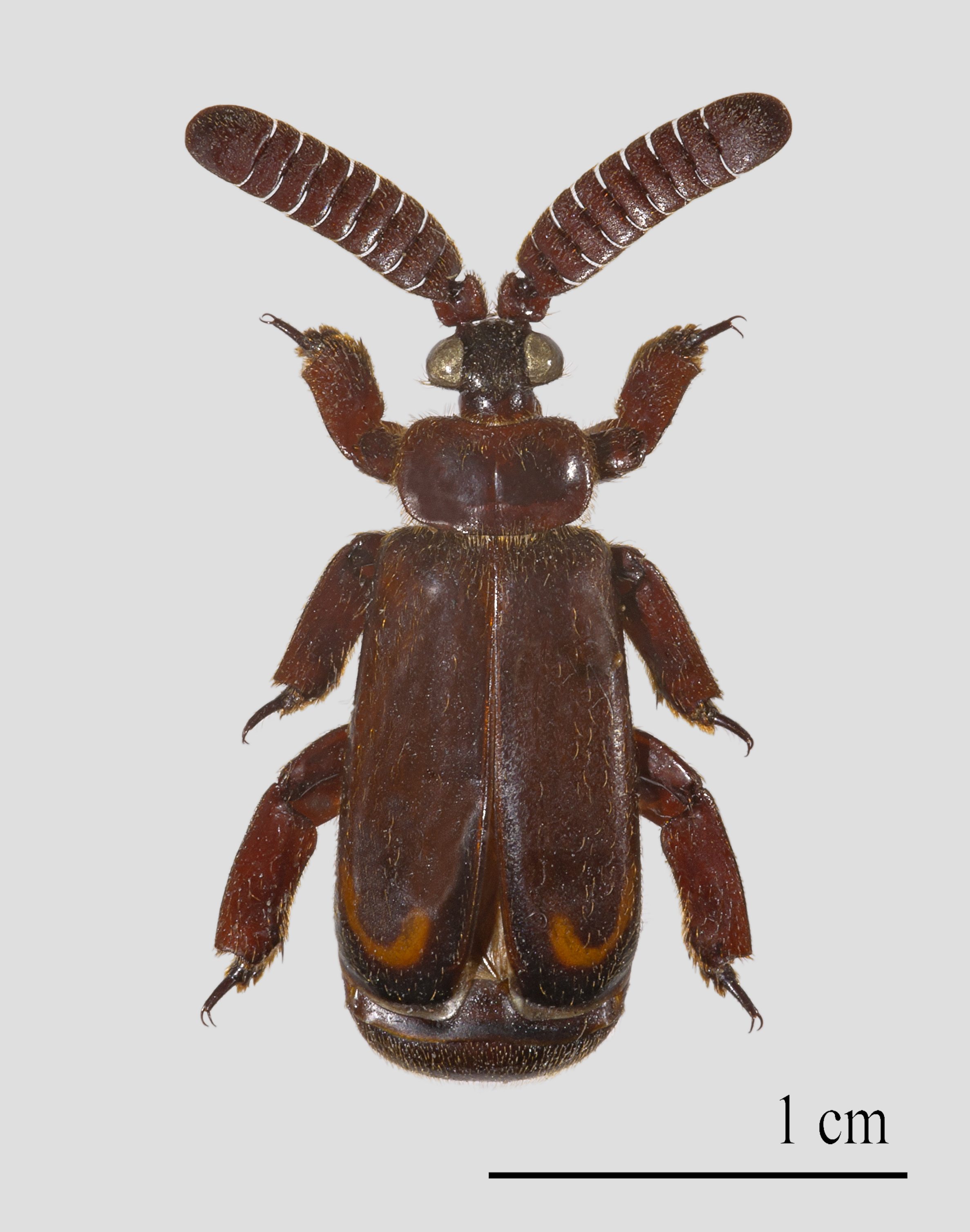
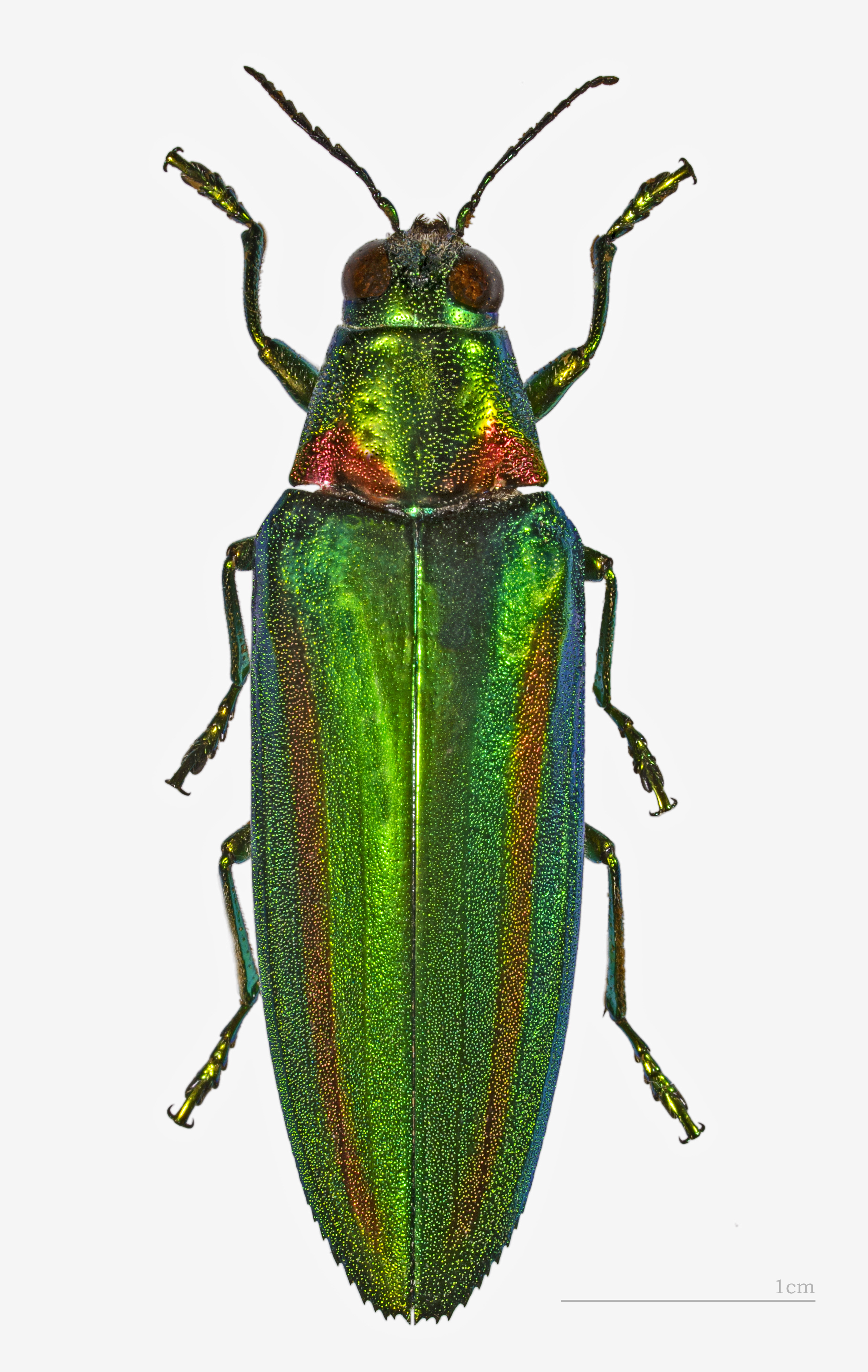
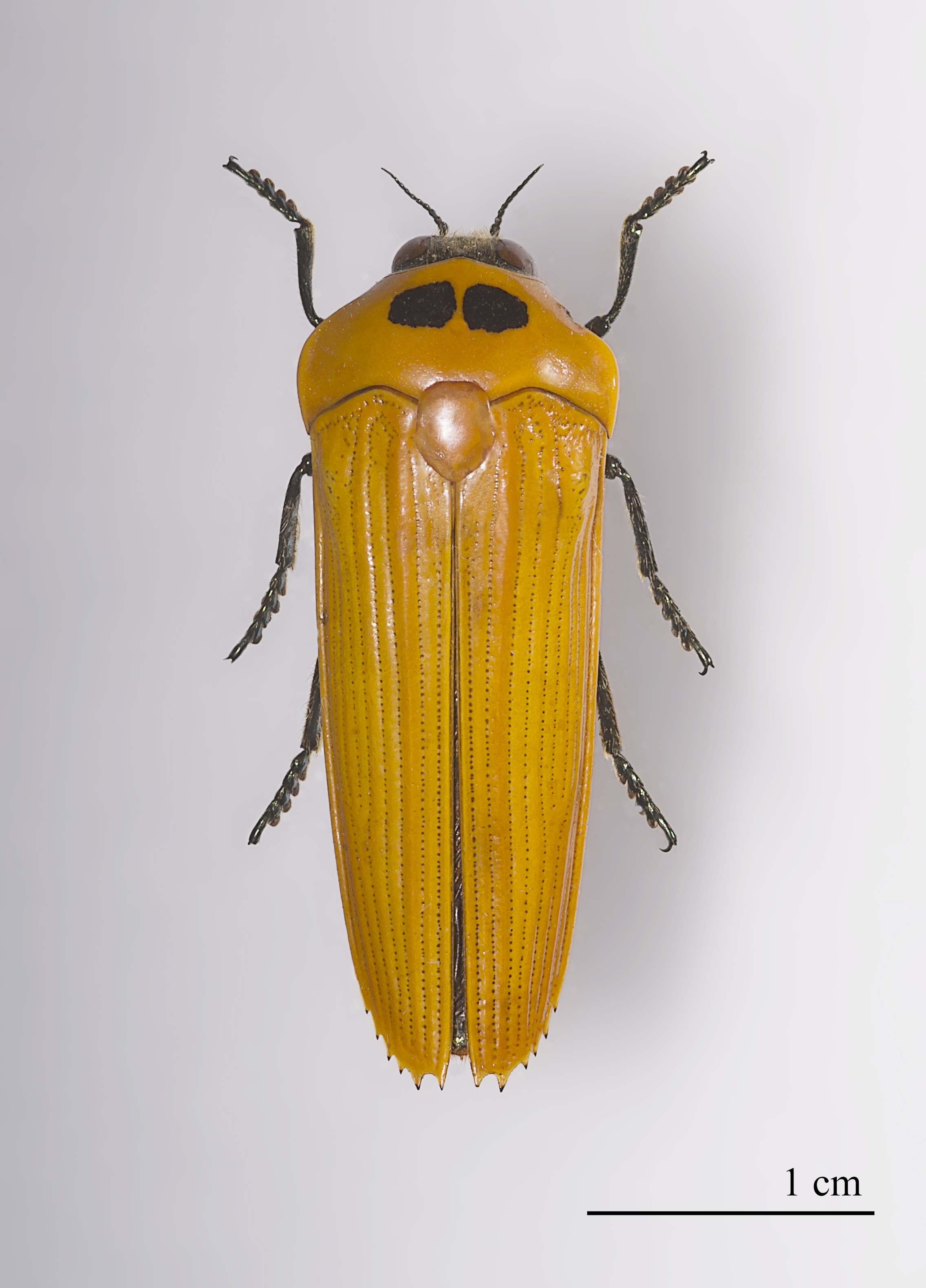
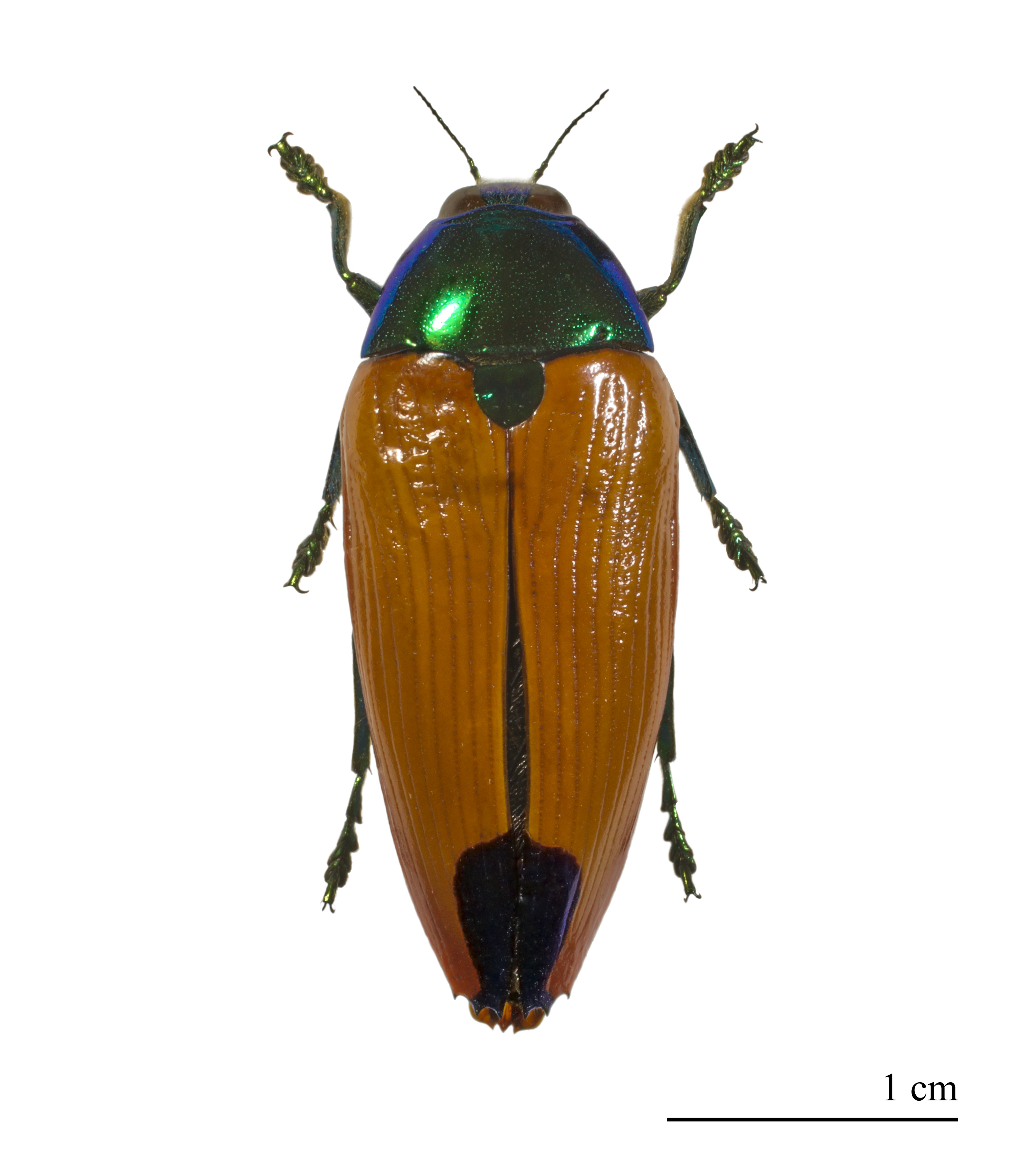

## پروانه‌سانان

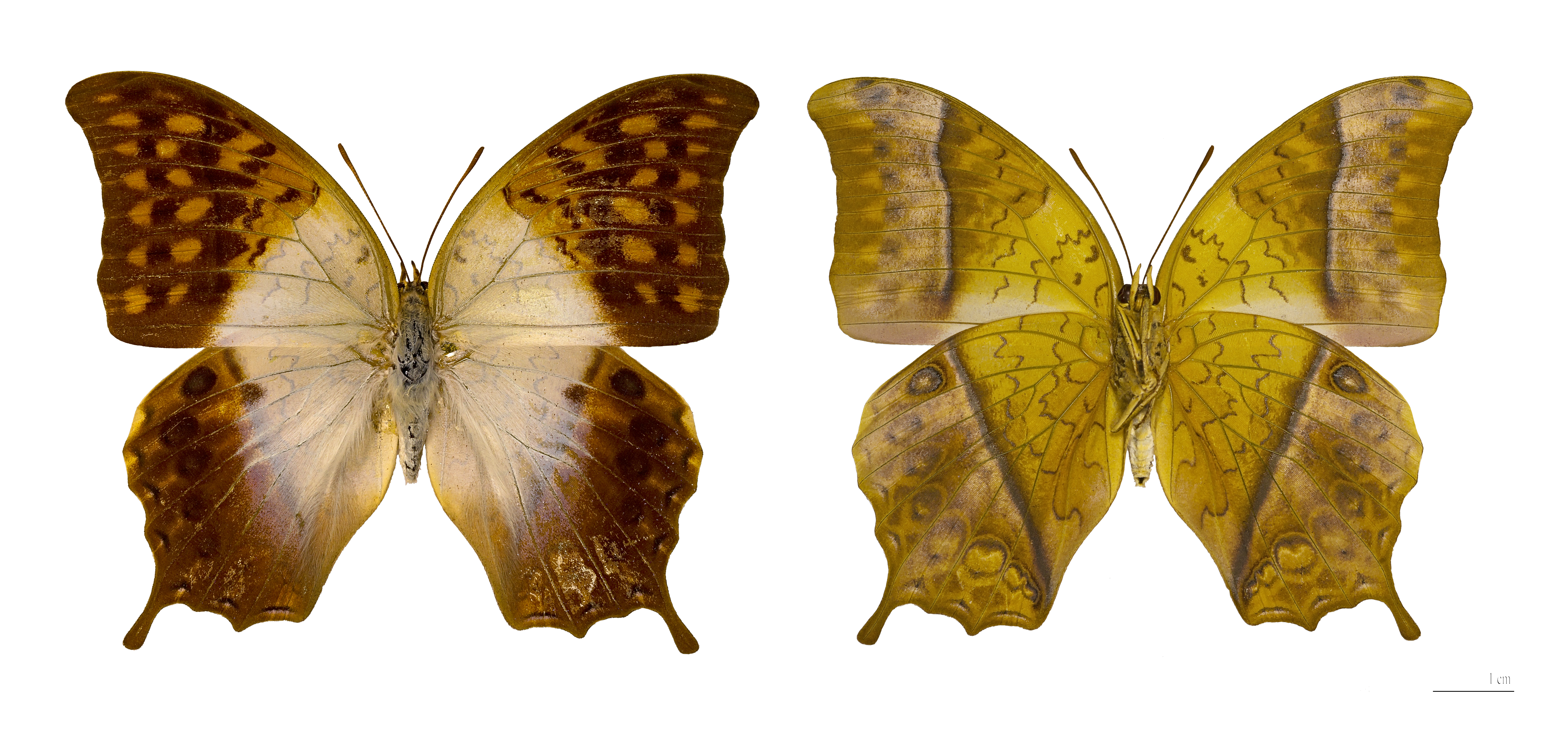
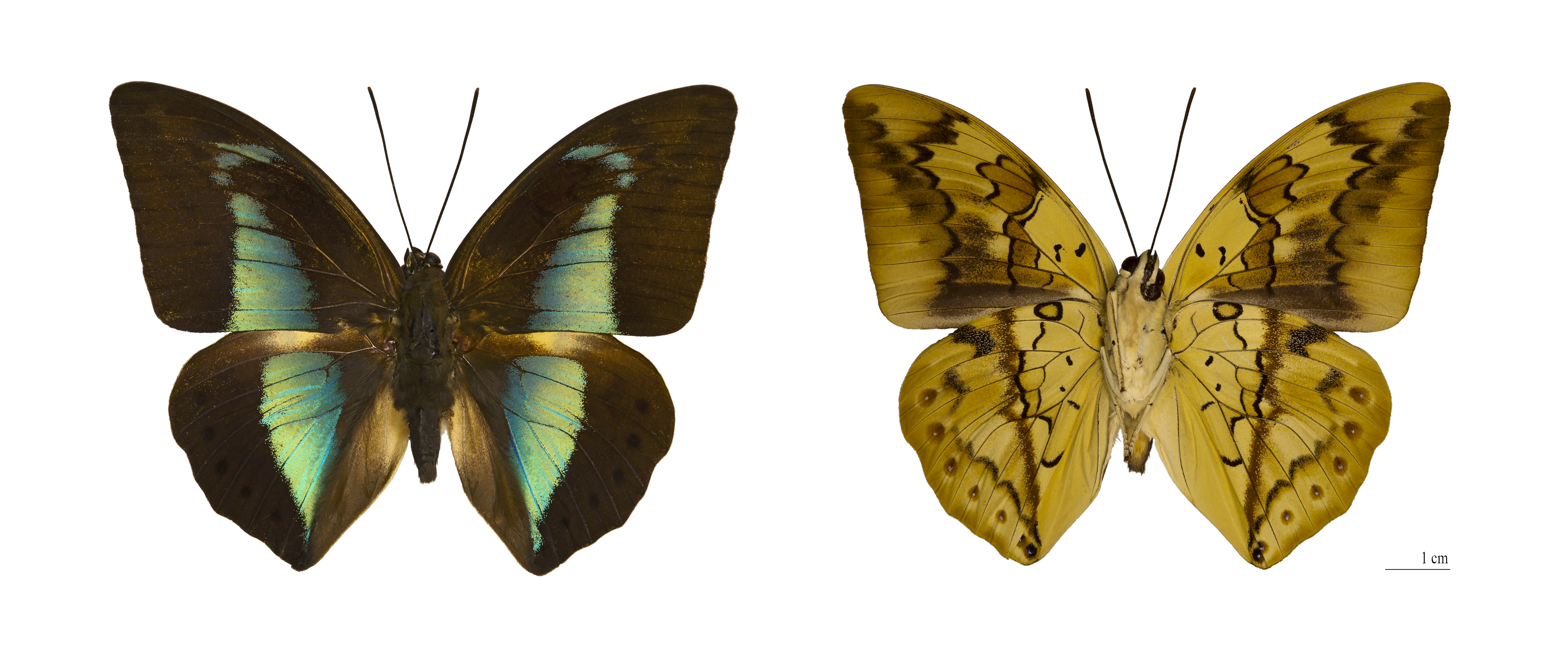

## راست‌بالان

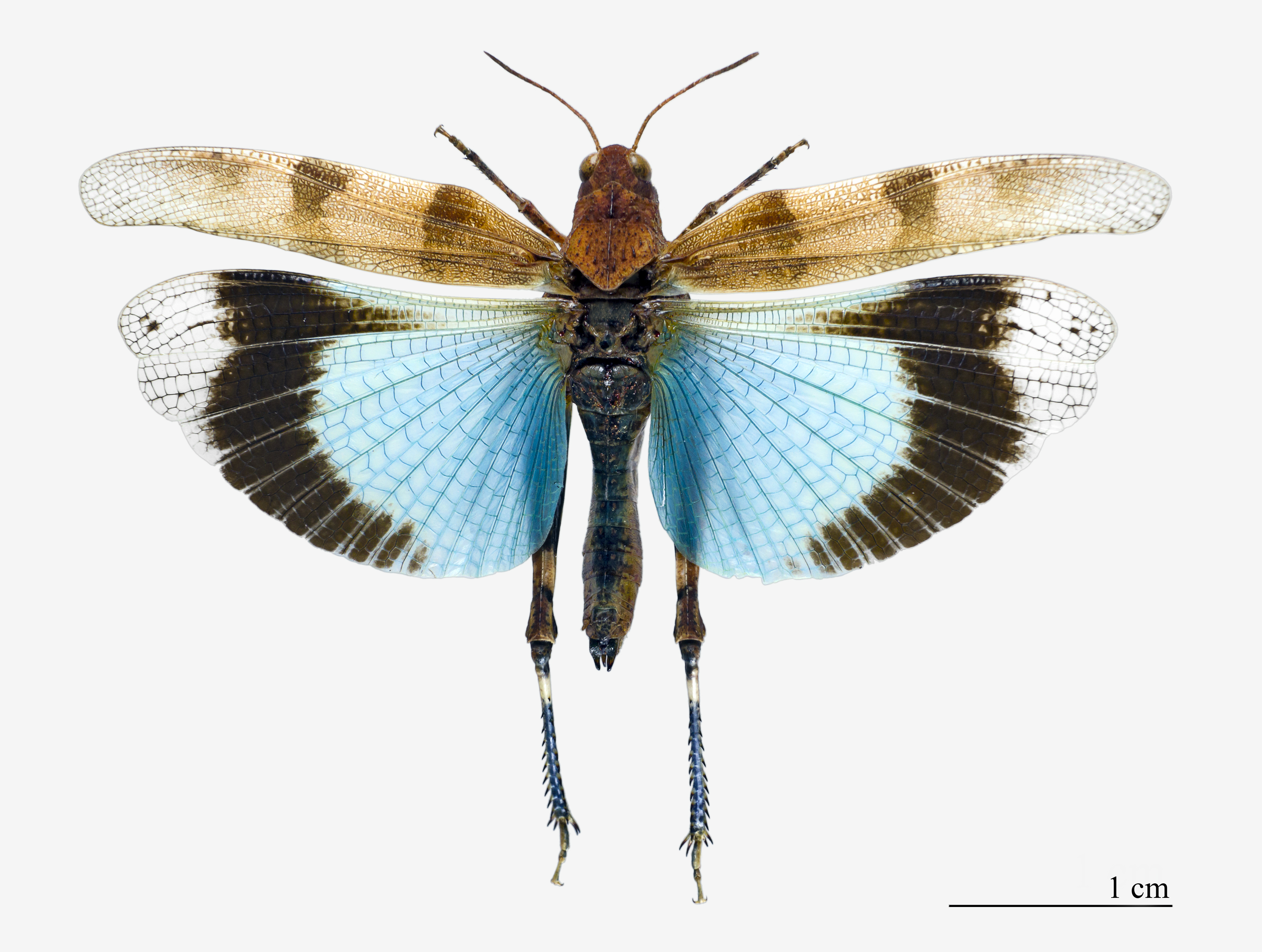
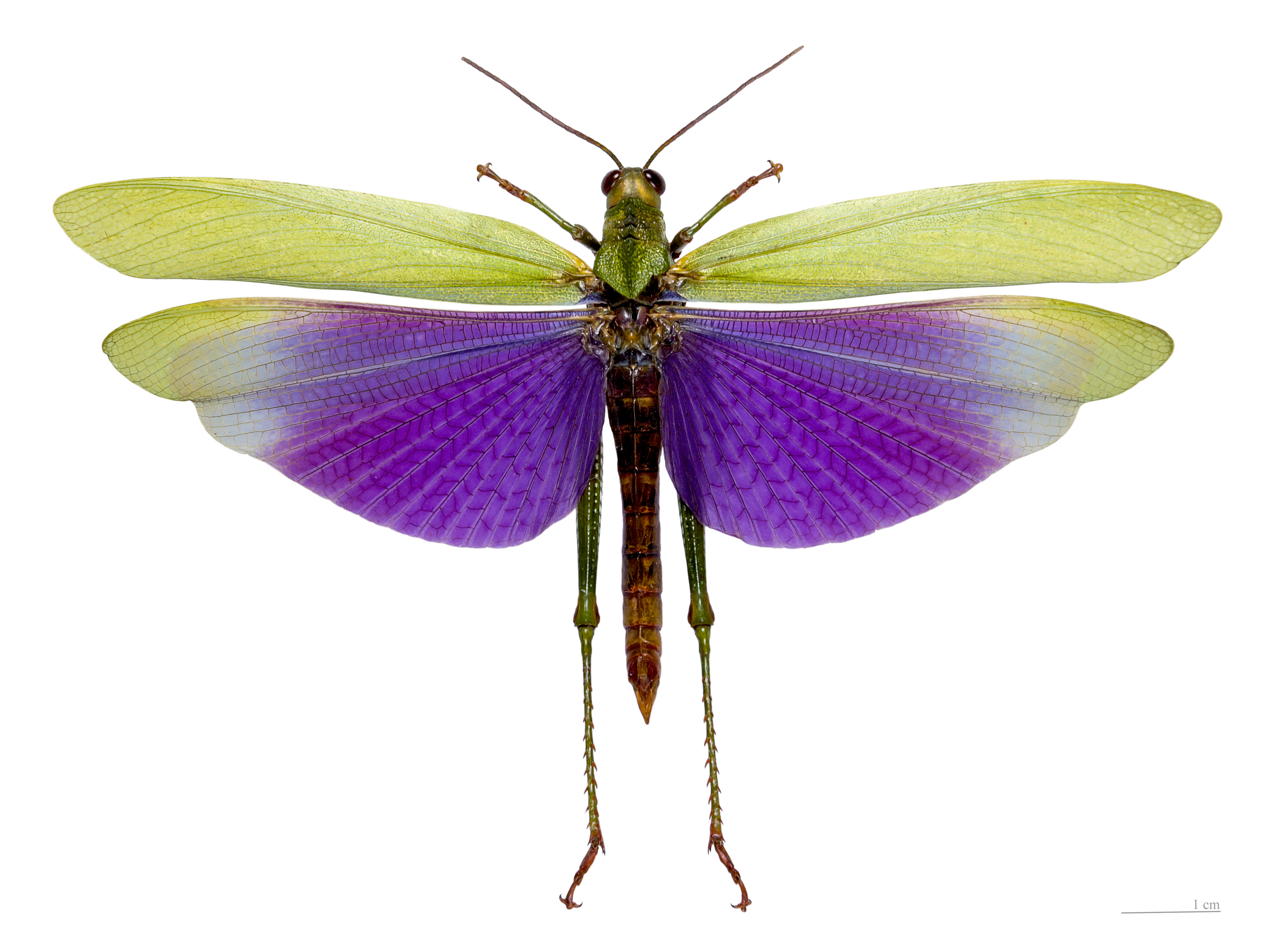
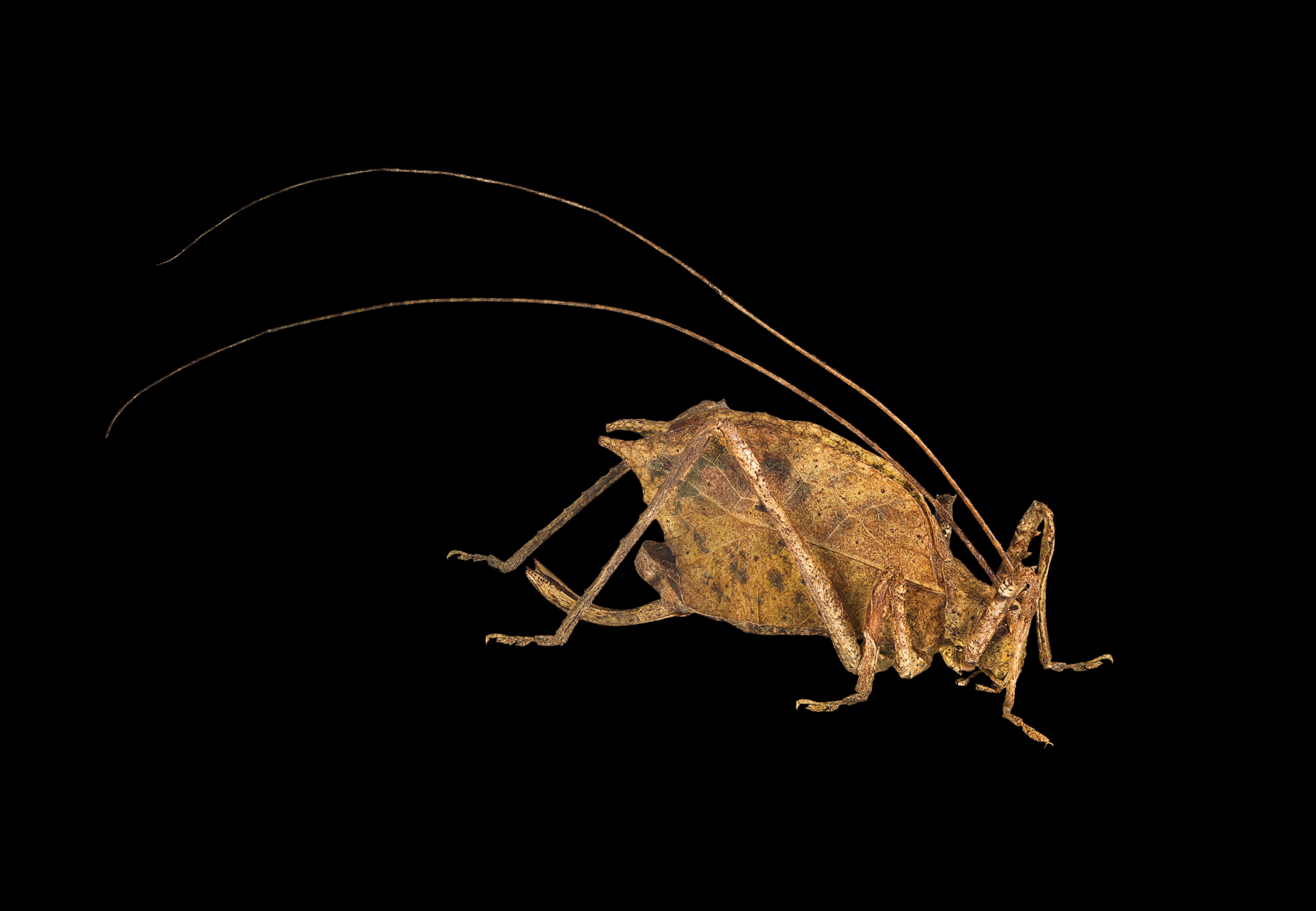

## گیاه‌شناسی

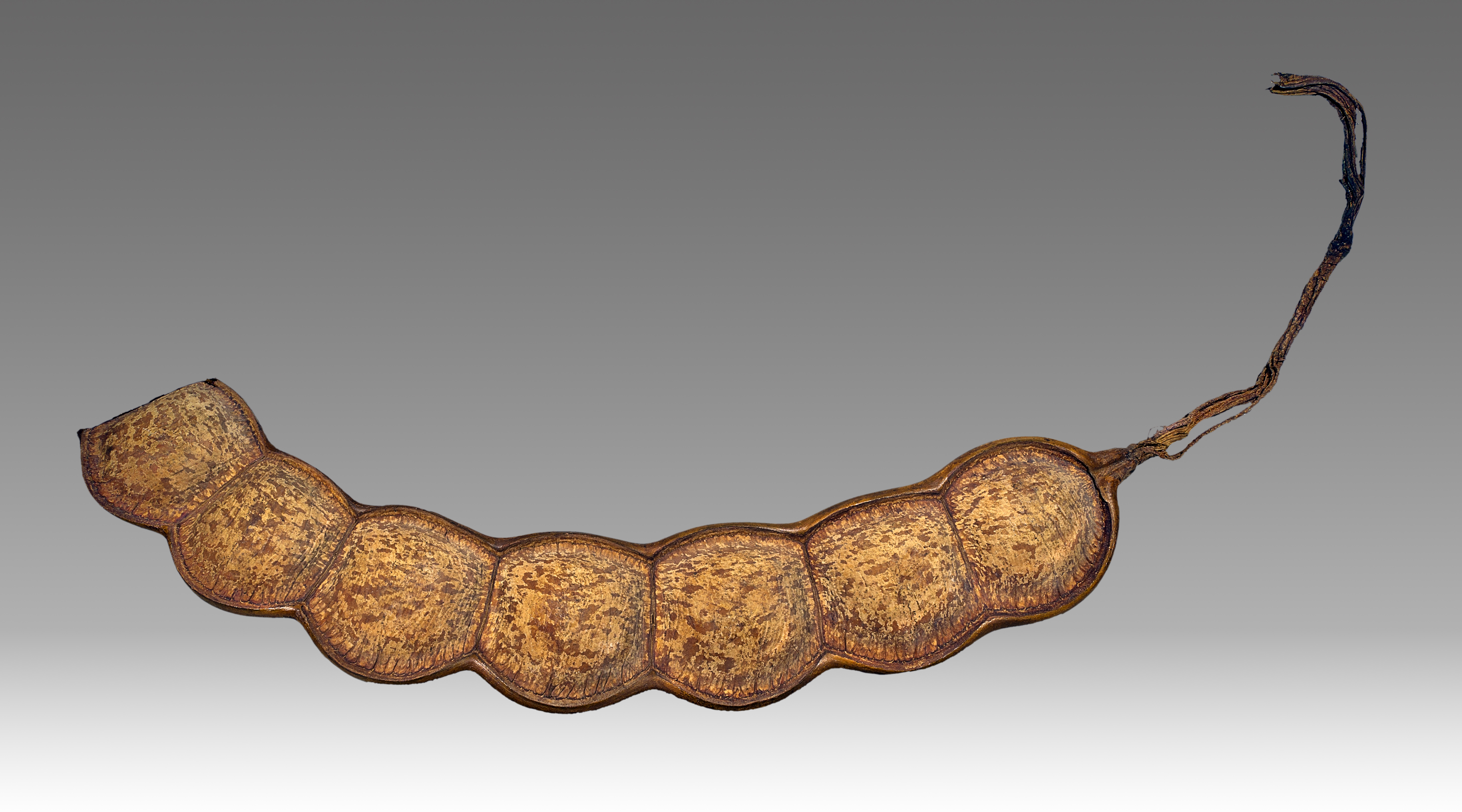
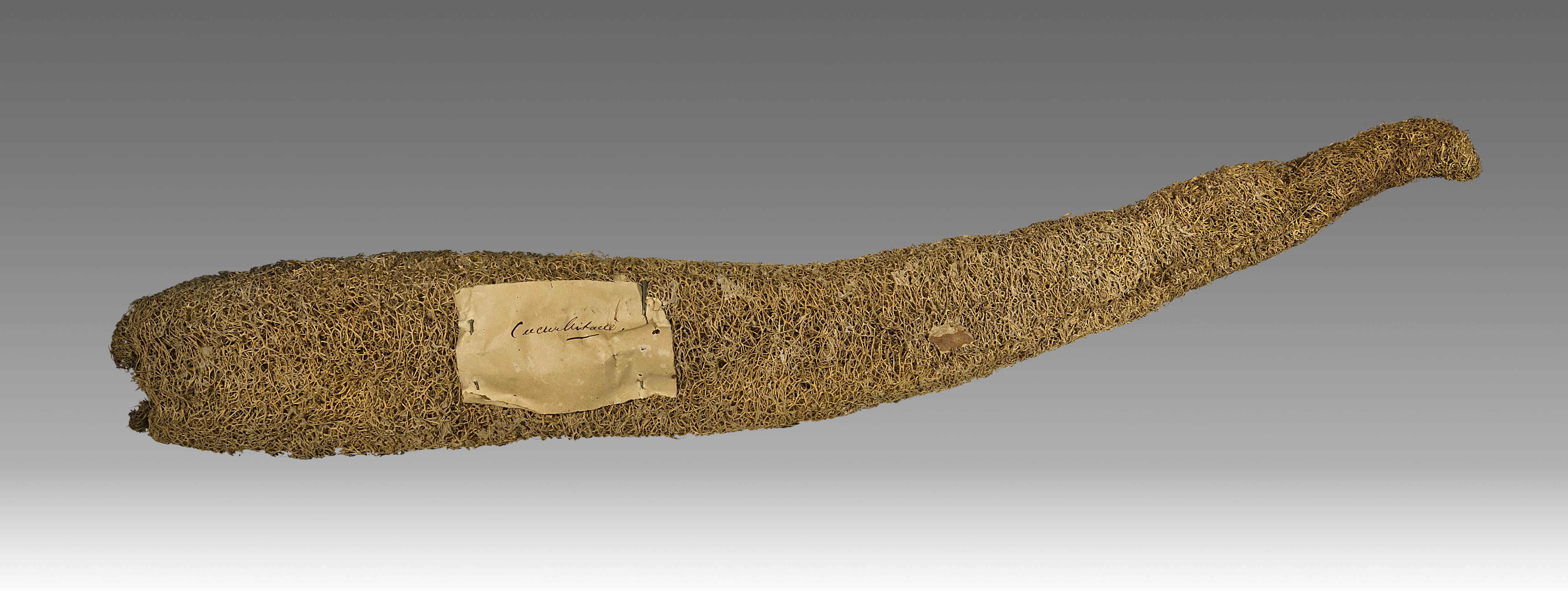
لیف (سرده)
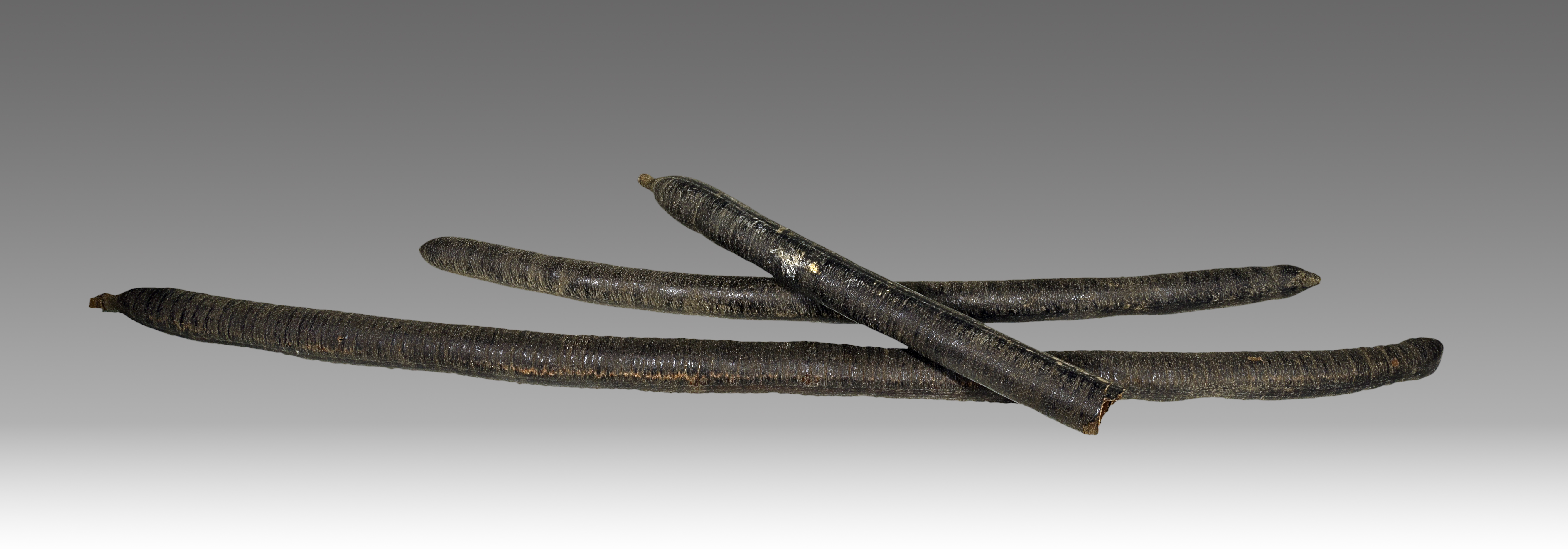
فلوس (گیاه)

## کانی‌شناسی

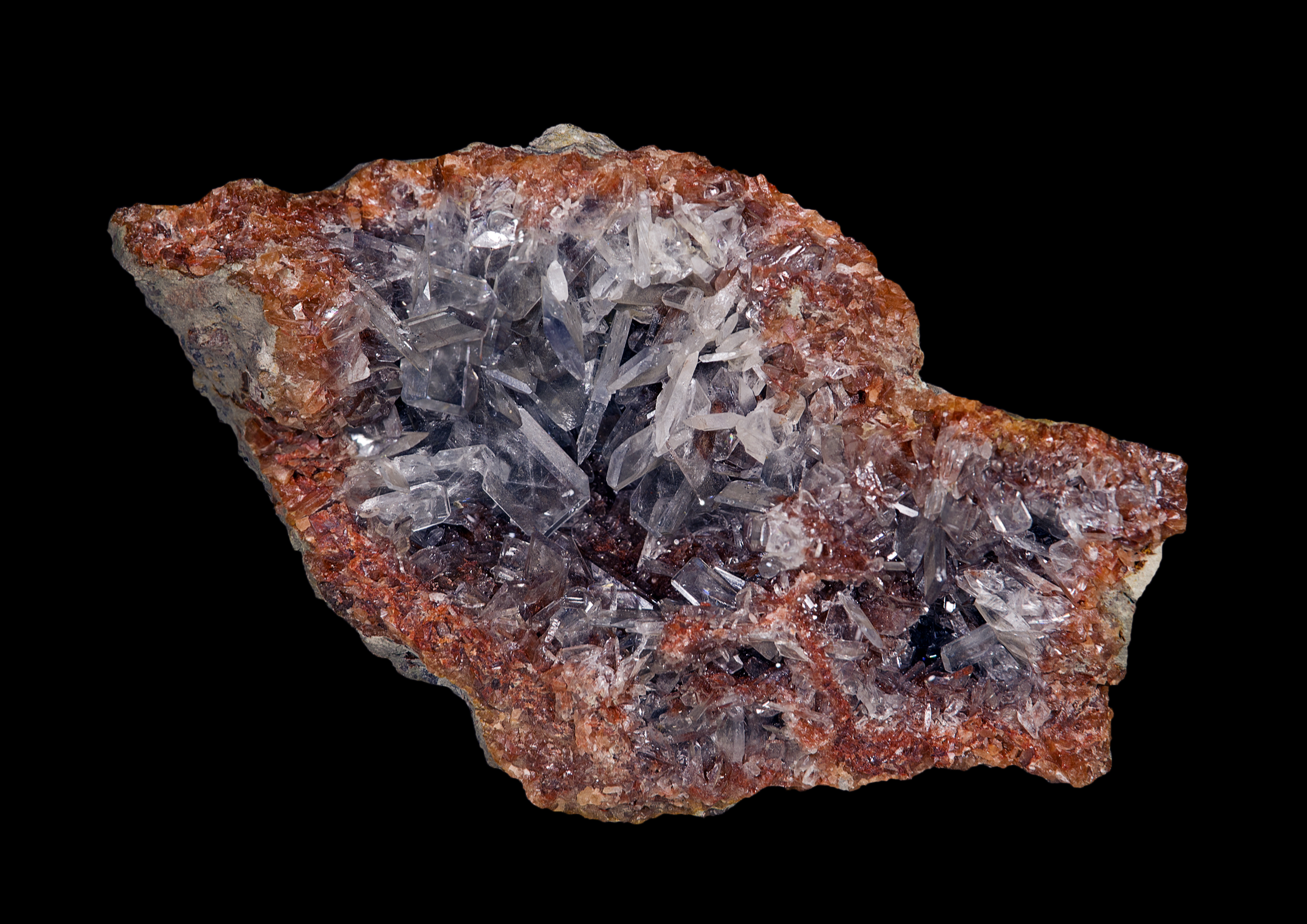
سلستین - ترکمنستان
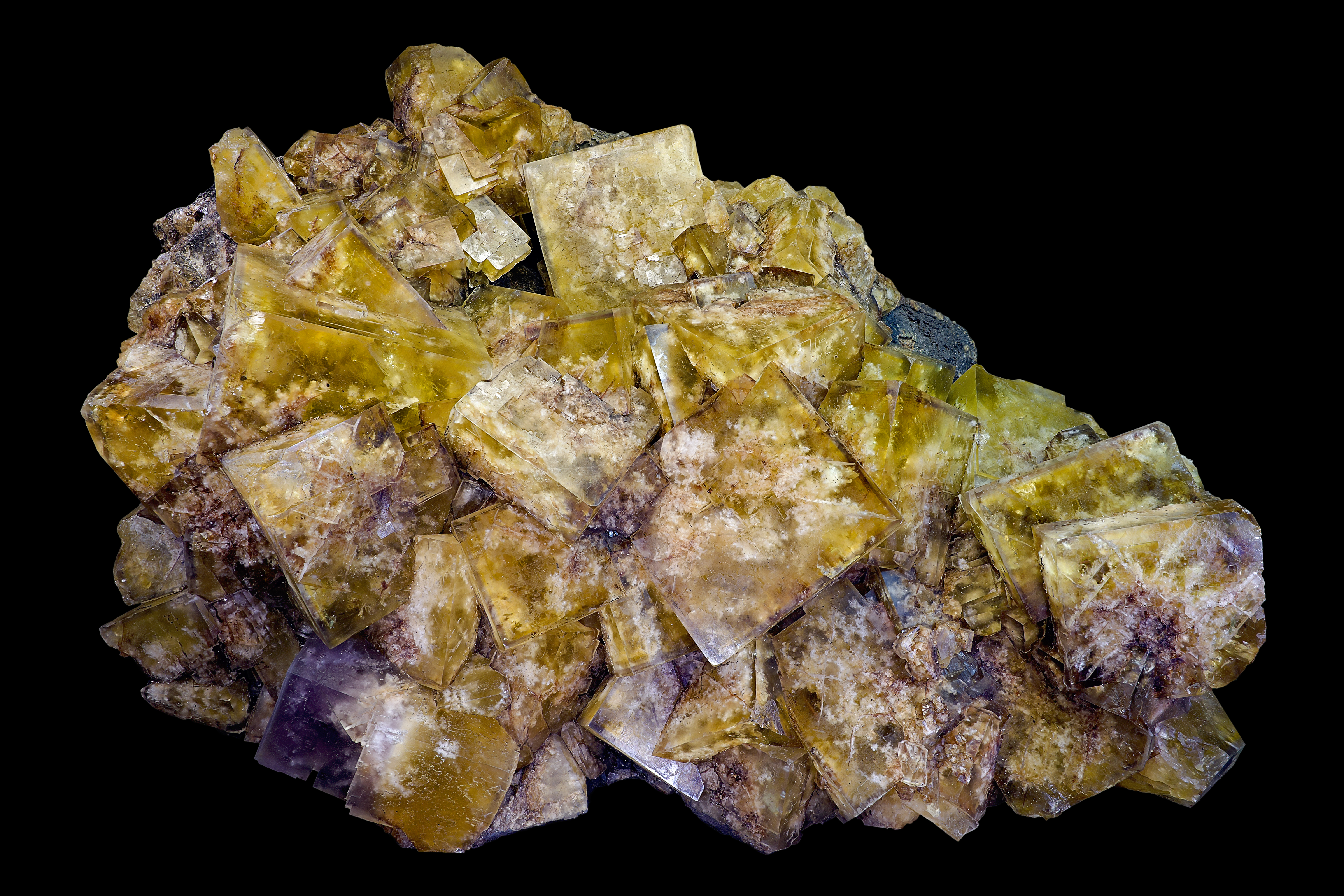
فلئوریت - فرانسه
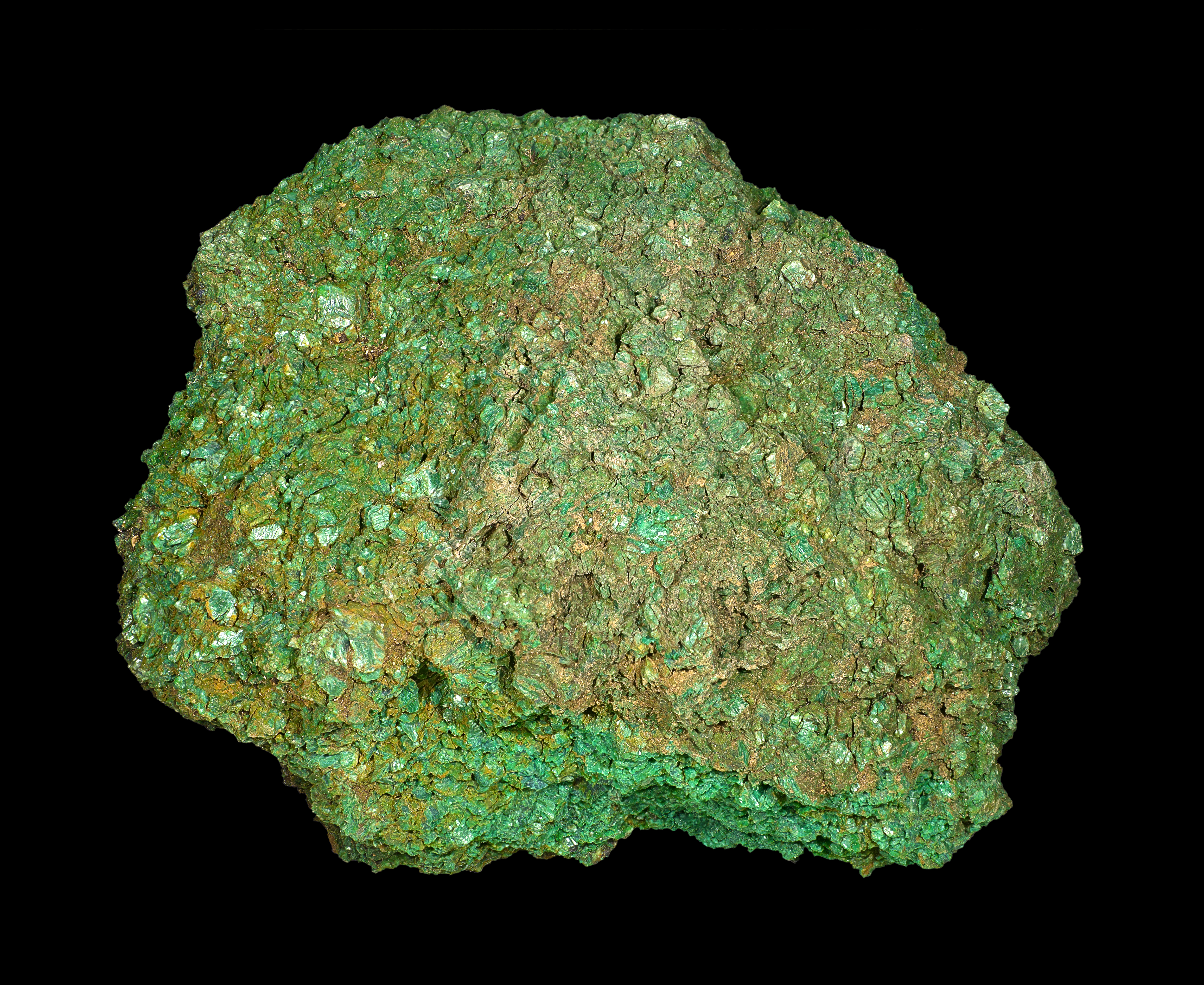
نپوئیت - اسکاتلند
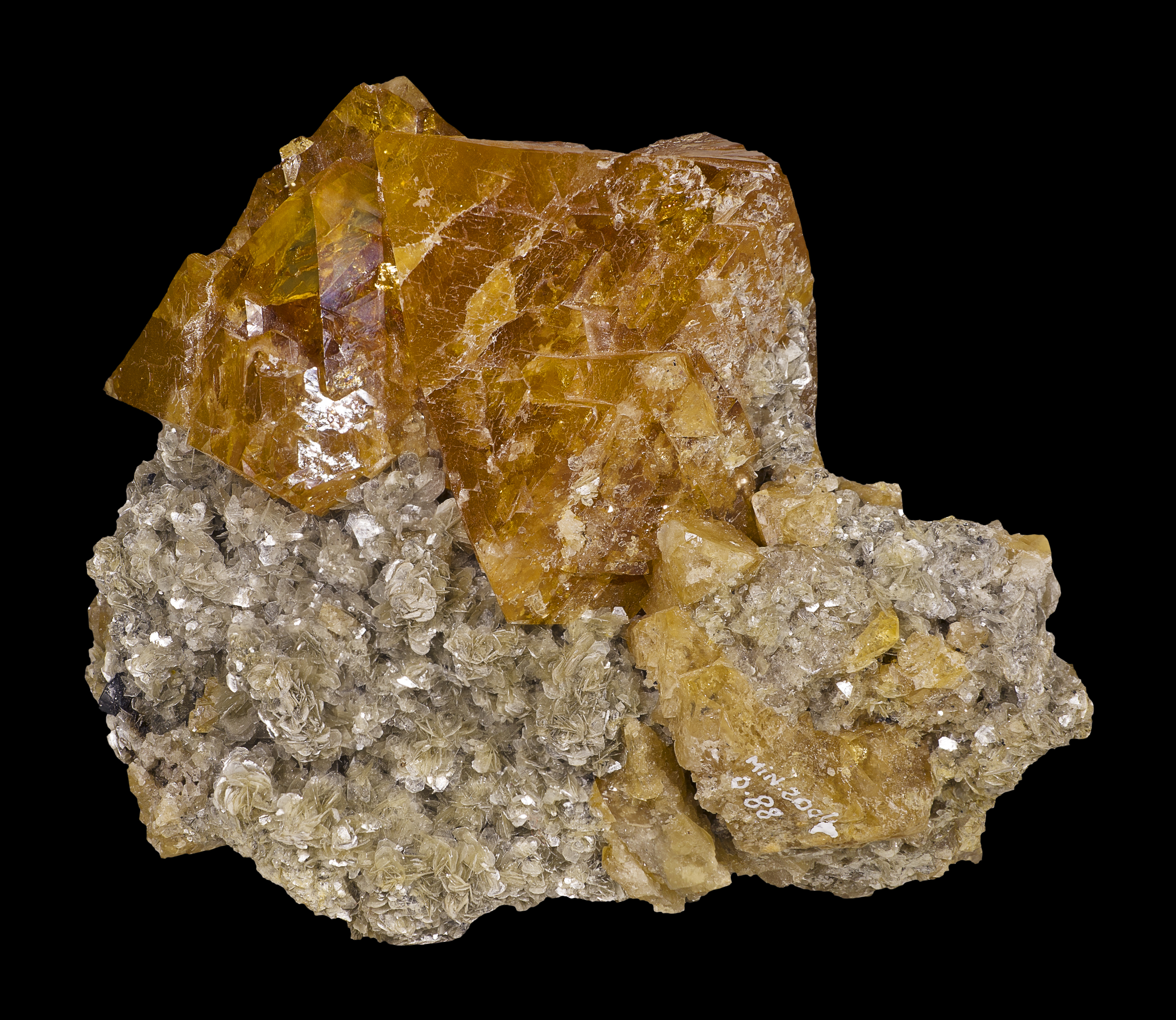
شئلیت - چین
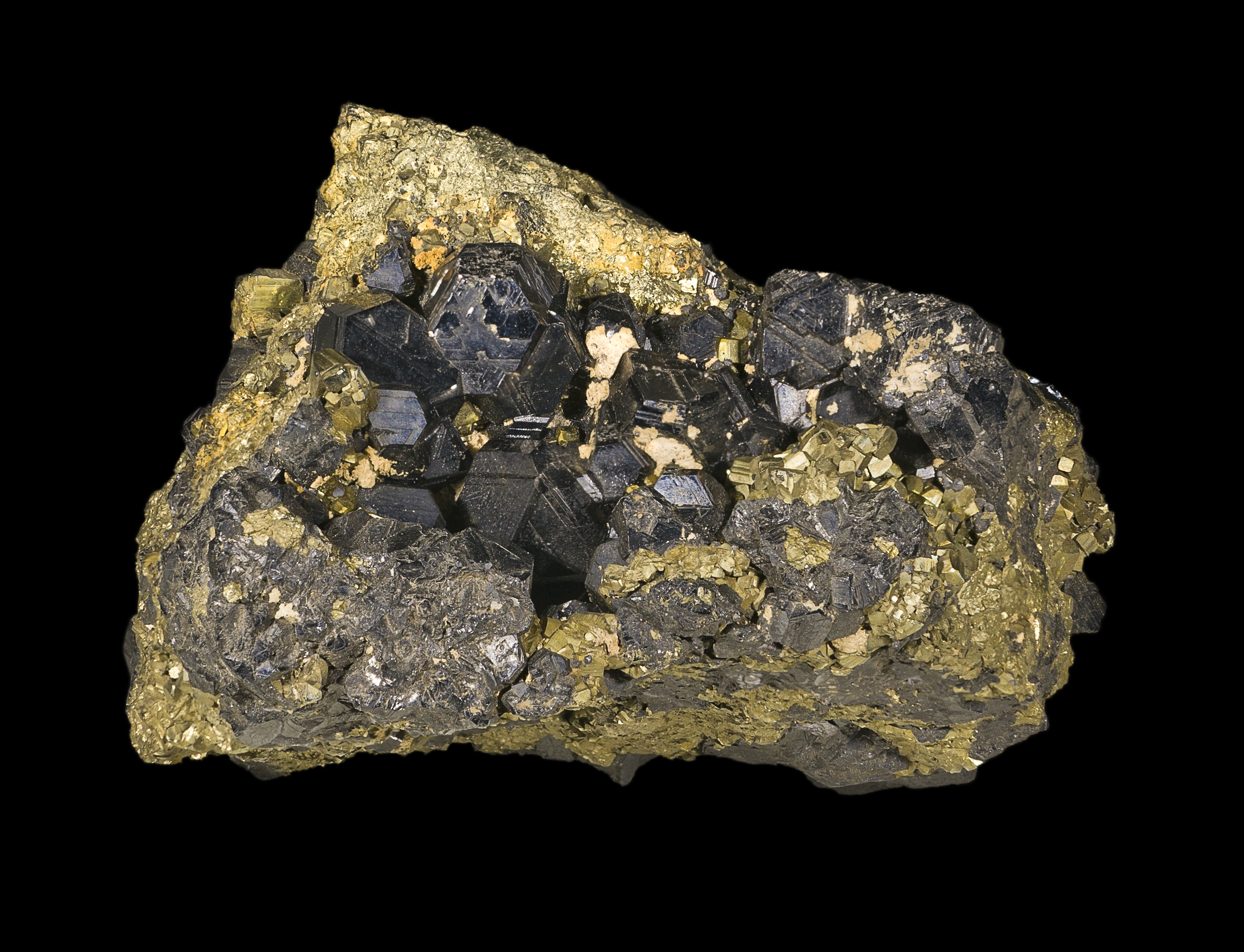
اسفالریت - رومانیا

## پرنده‌شناسی

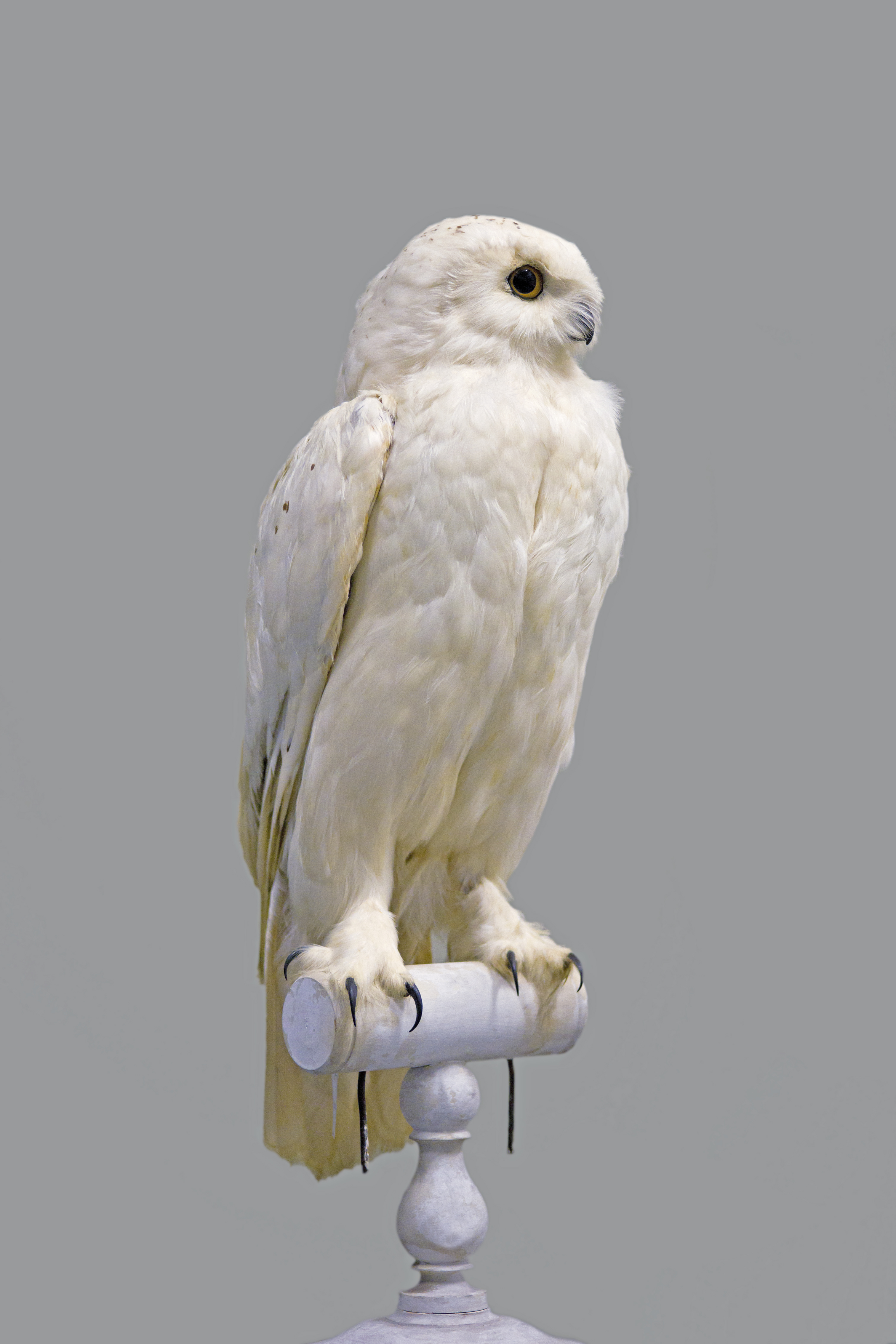
جغد برفی
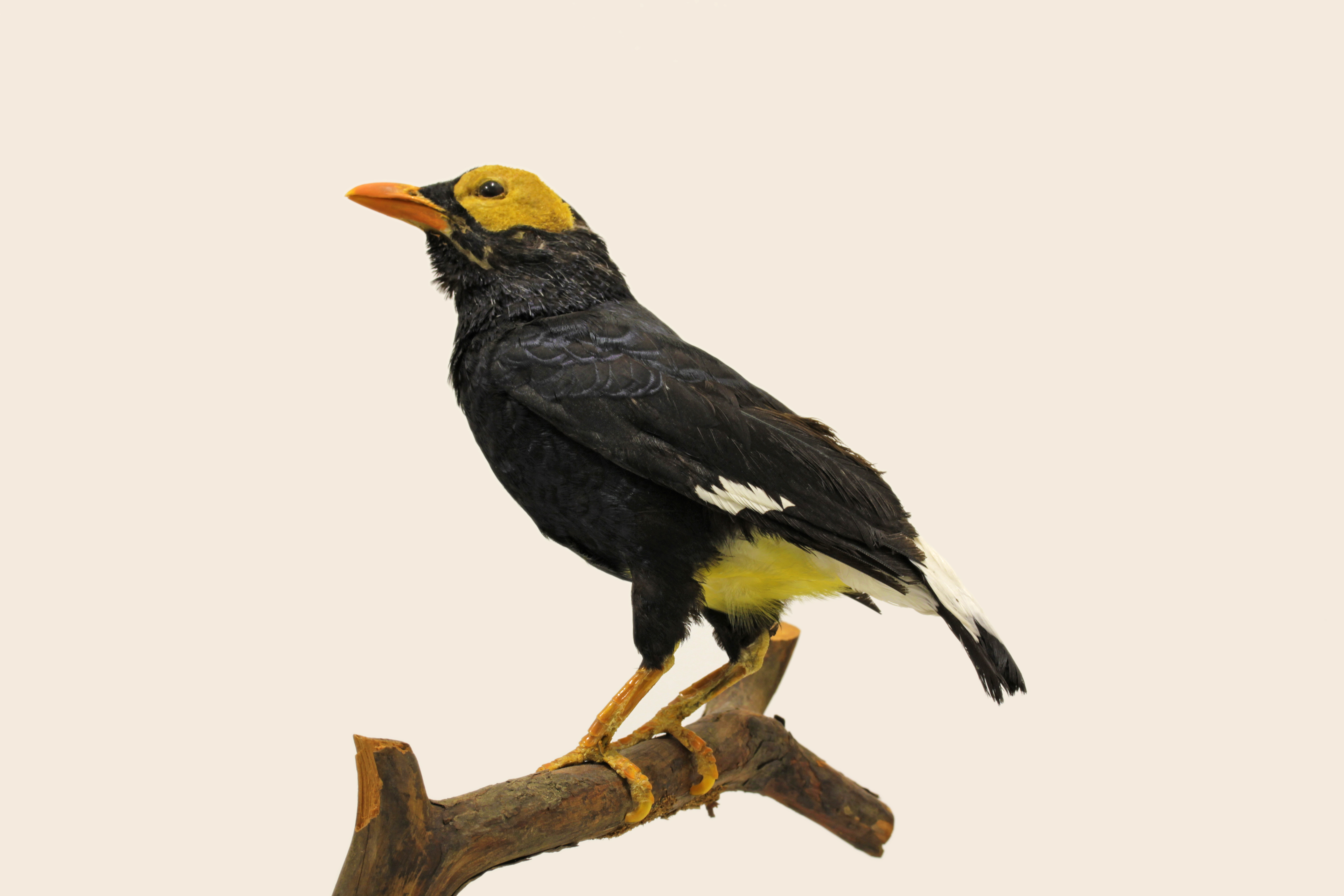
مینای صورت زرد
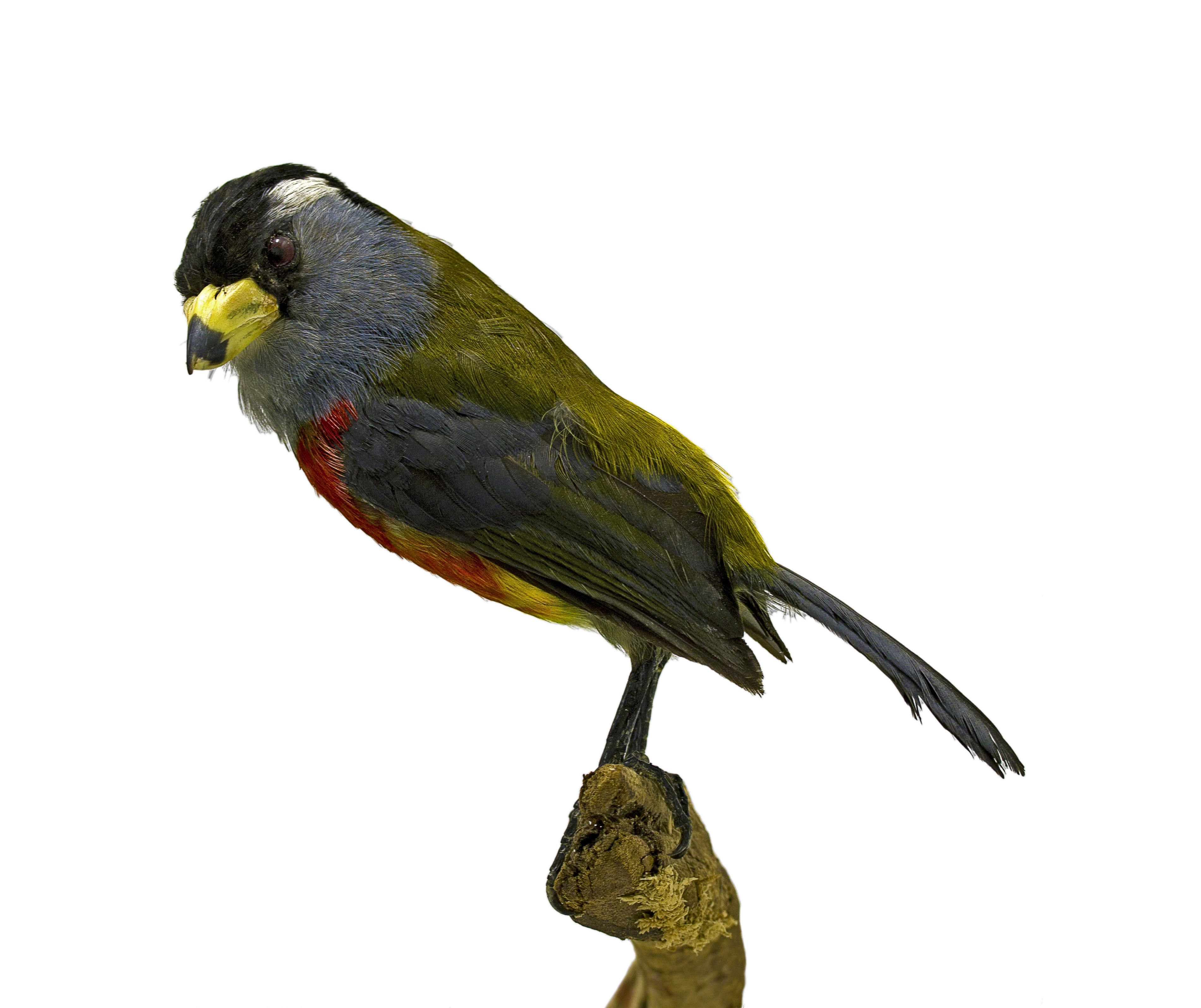

### تخم پرندگان

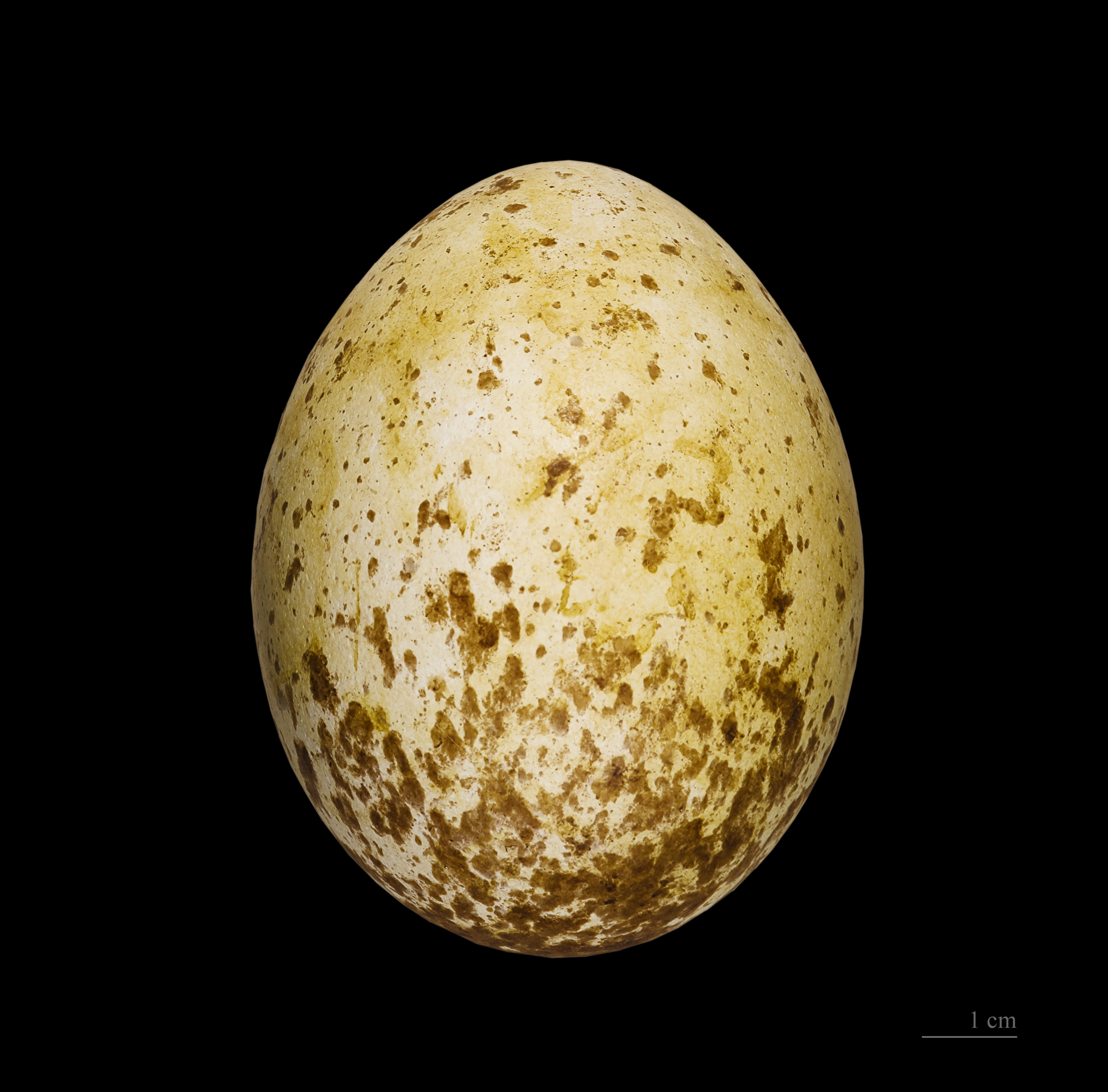
تخم عقاب دم‌گوه‌ای
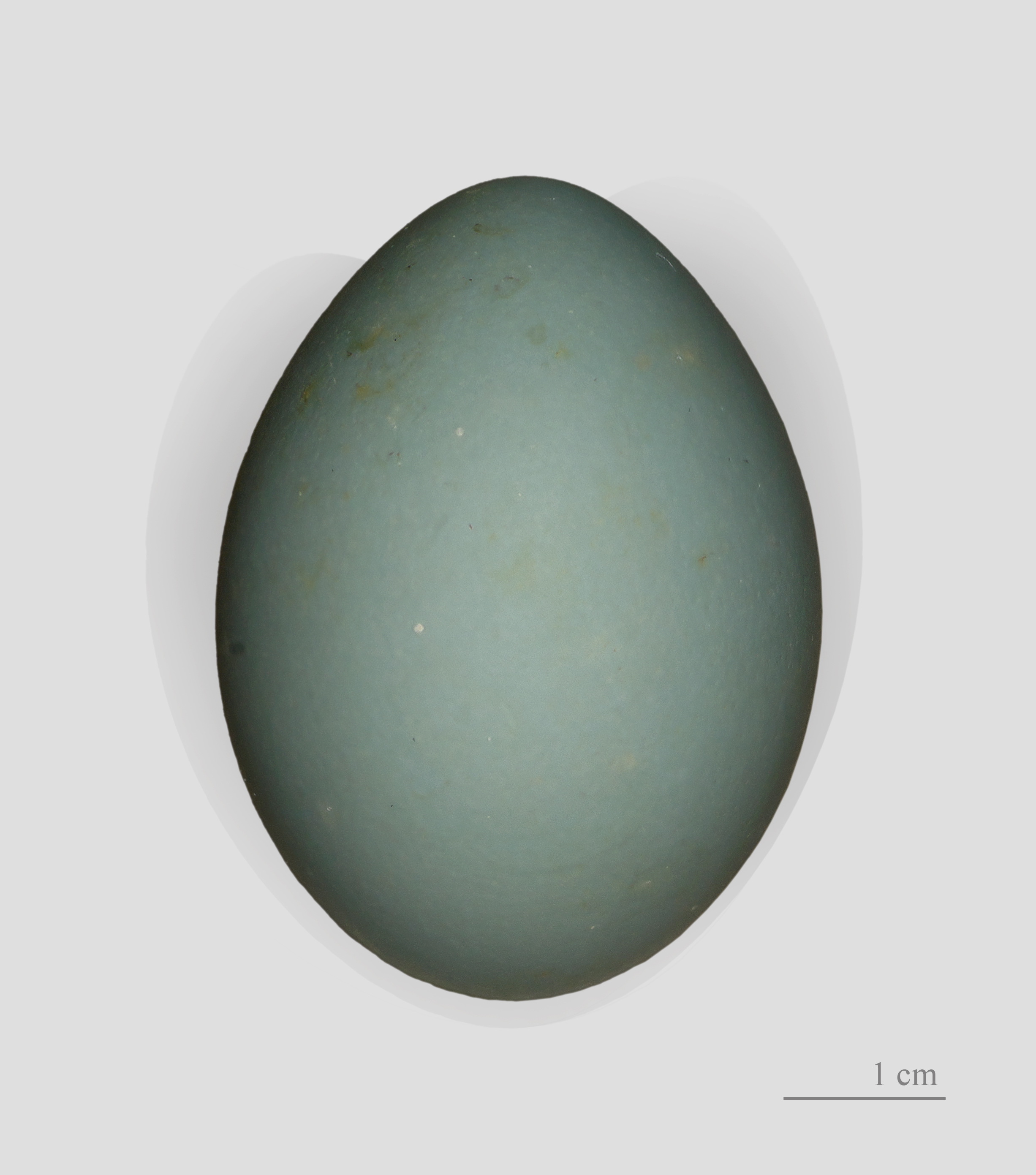
تخم حواصیل کوچک
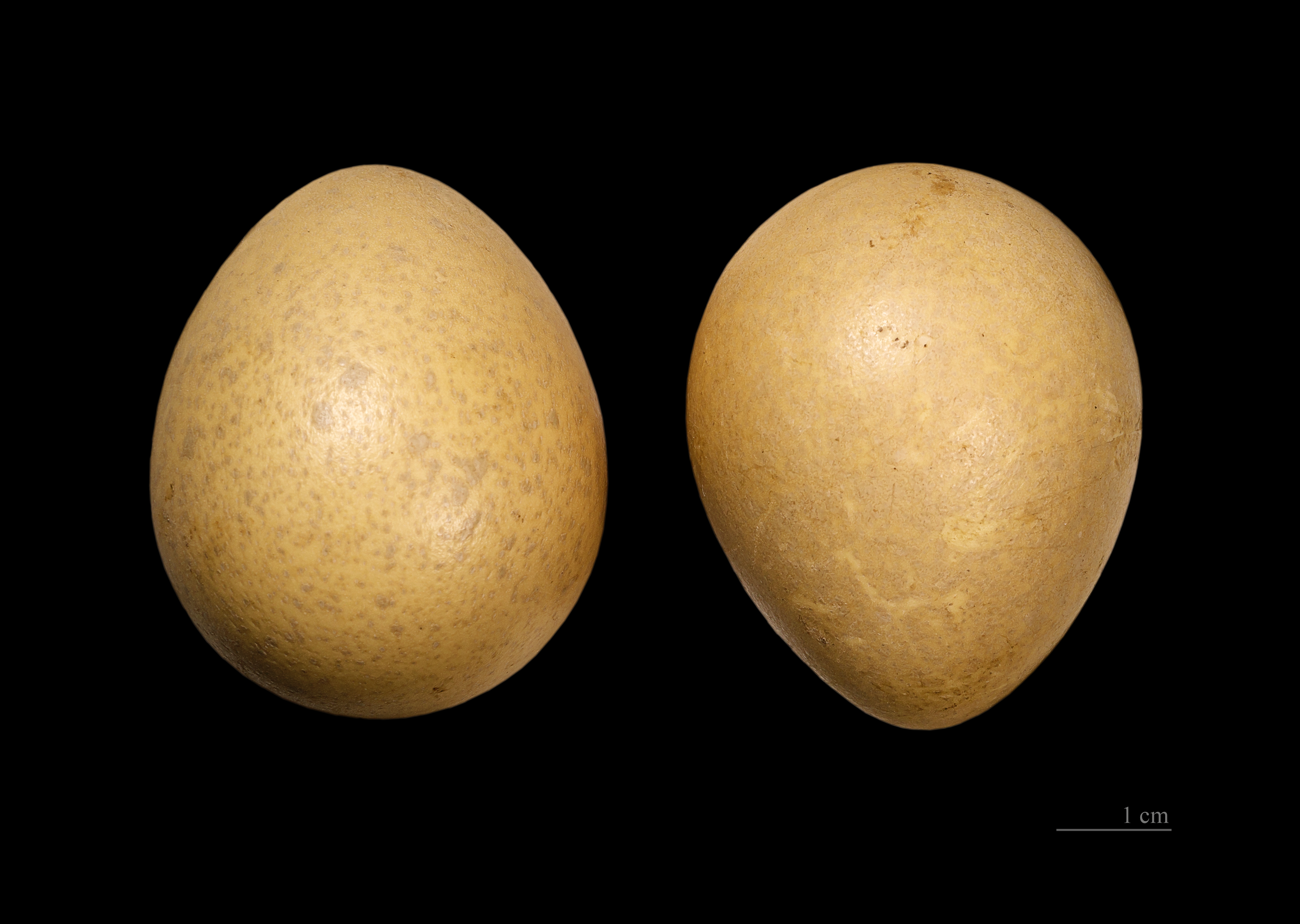
تخم مرغ شاخدار کلاه‌پوش
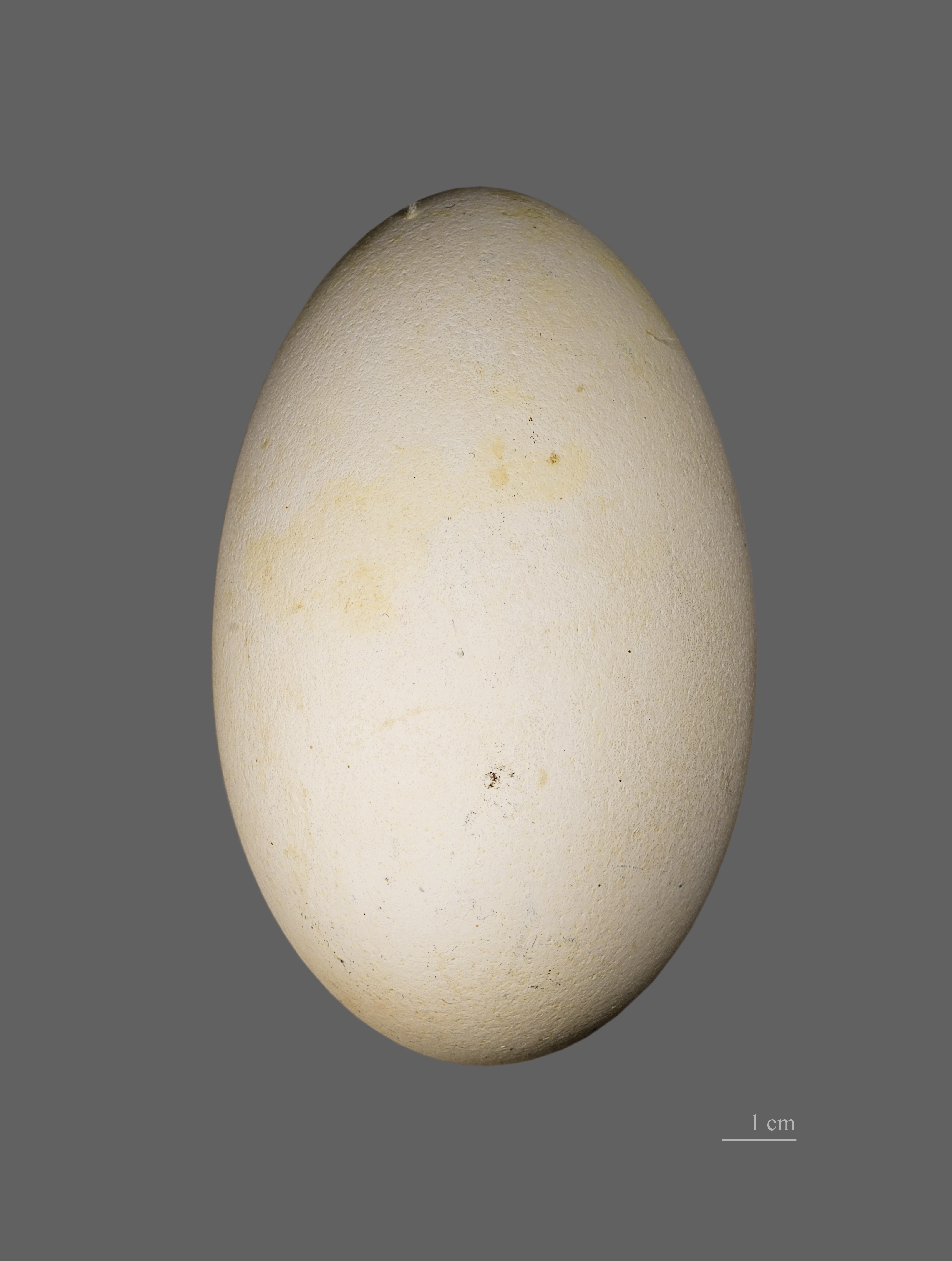
تخم مرغ باران بزرگ جنوبی
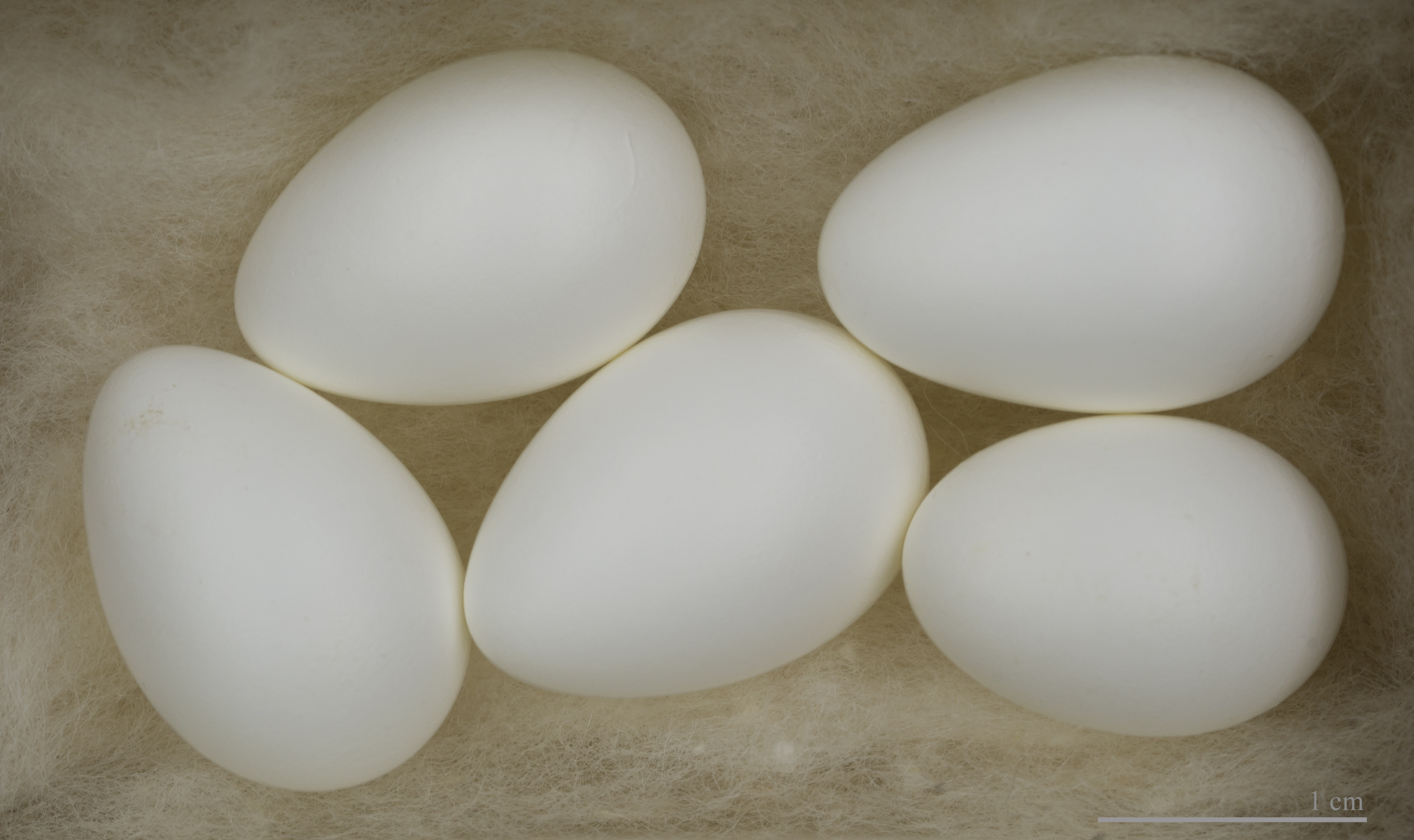
لانهٔ چلچله دمگاه‌سفید

## استخوان‌شناسی

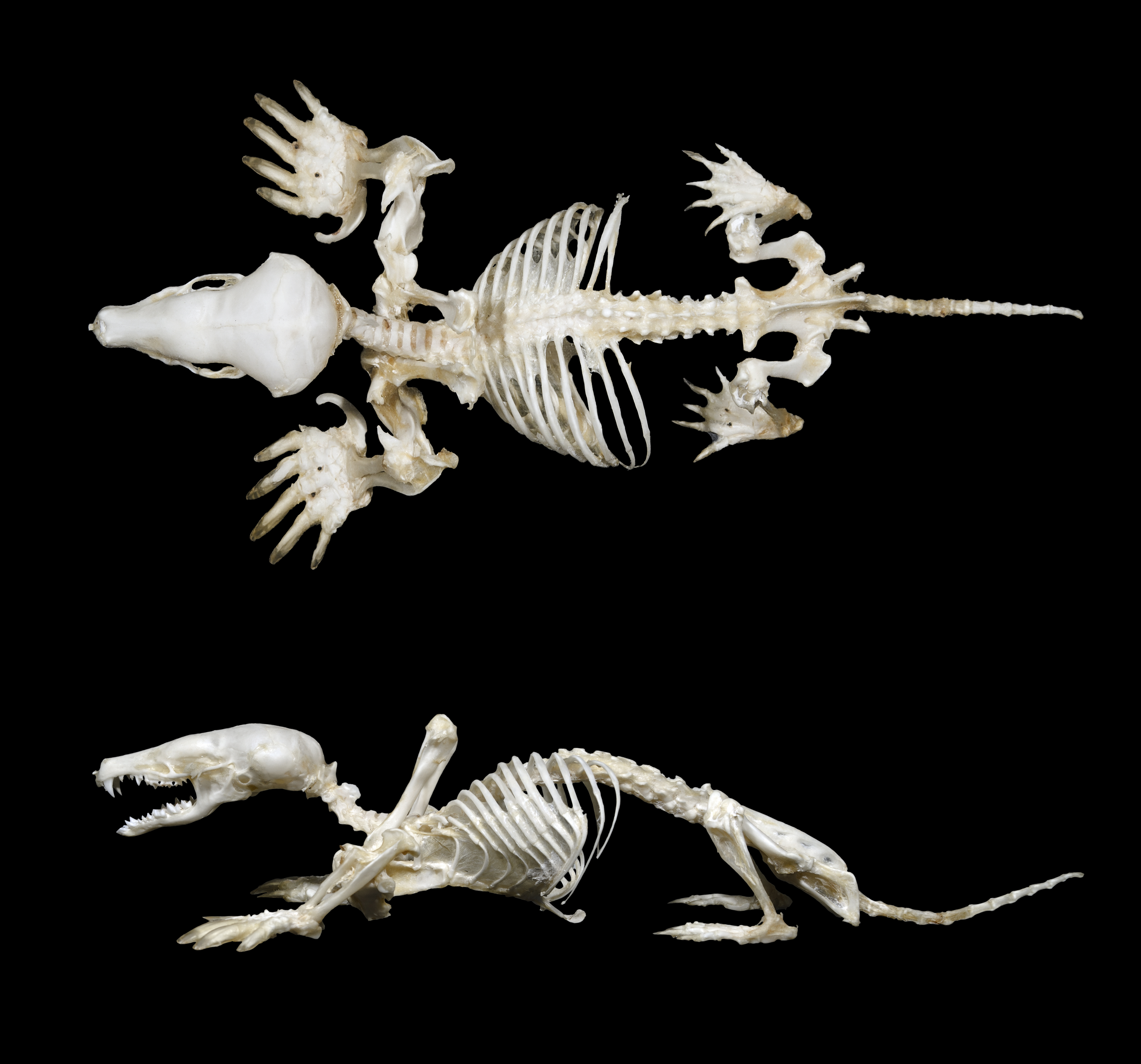
موش کور اروپایی
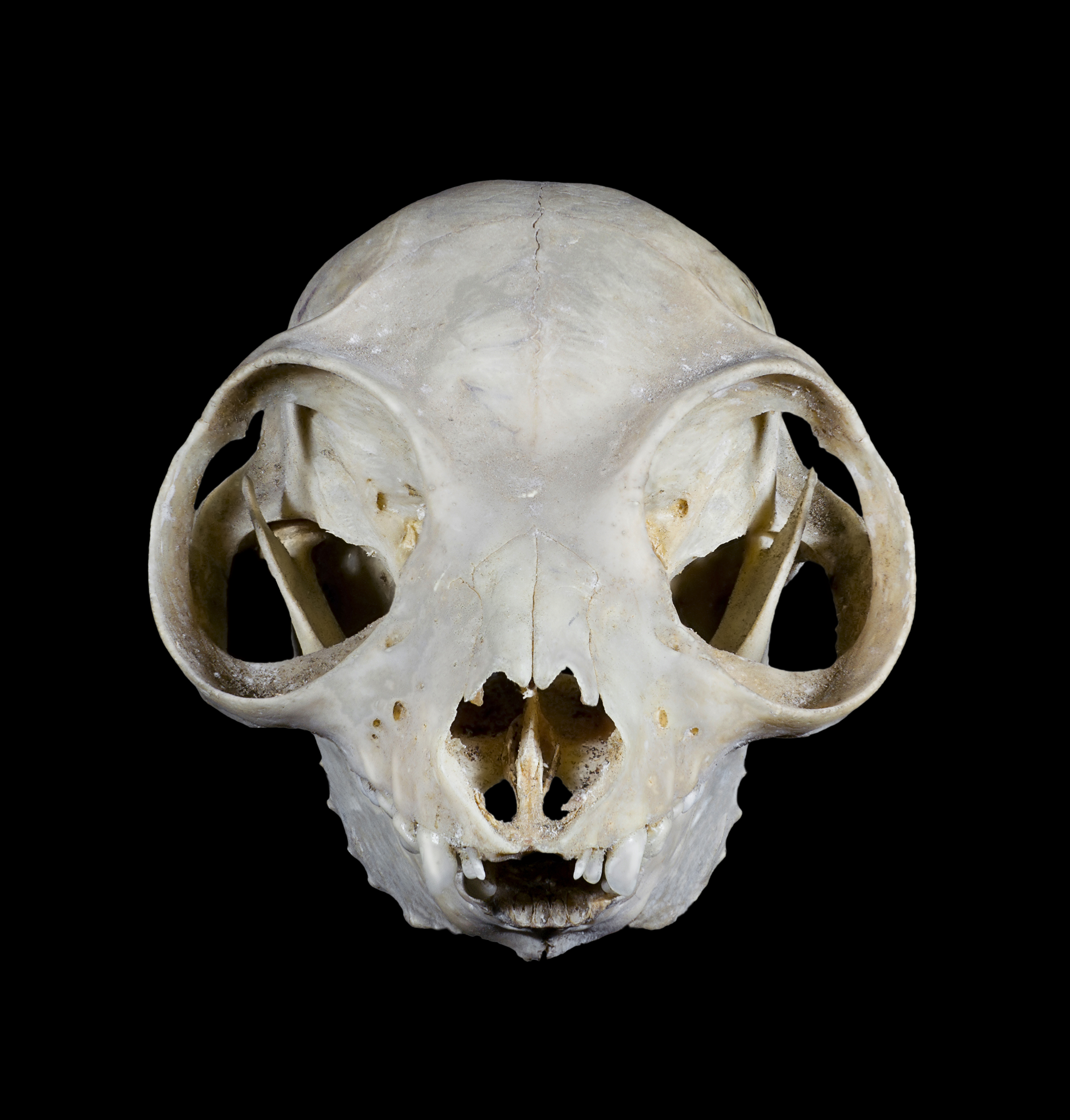
لمور پشمالوی شرقی
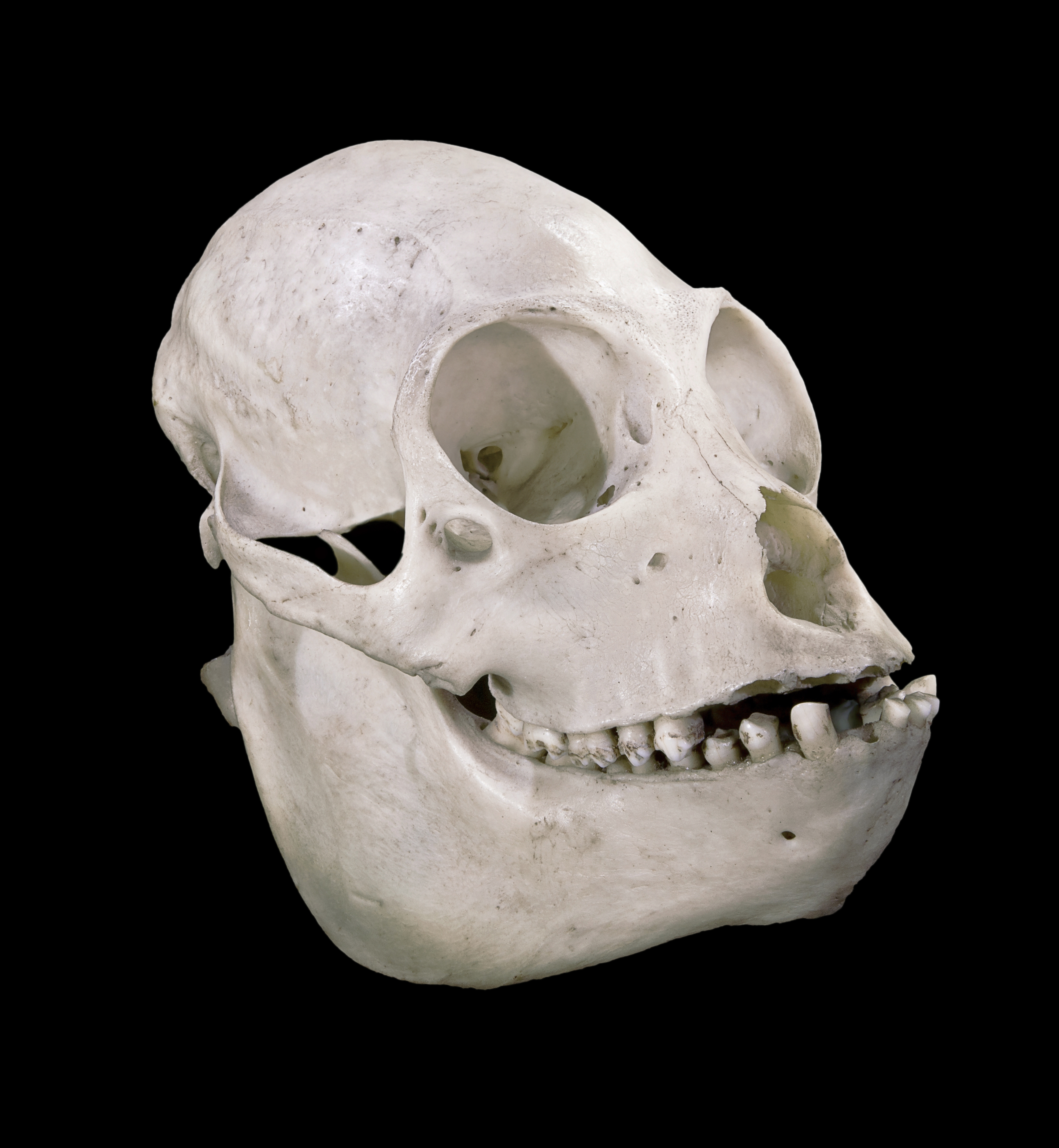
میمون جیغ‌کش سرخ ونزوئلایی
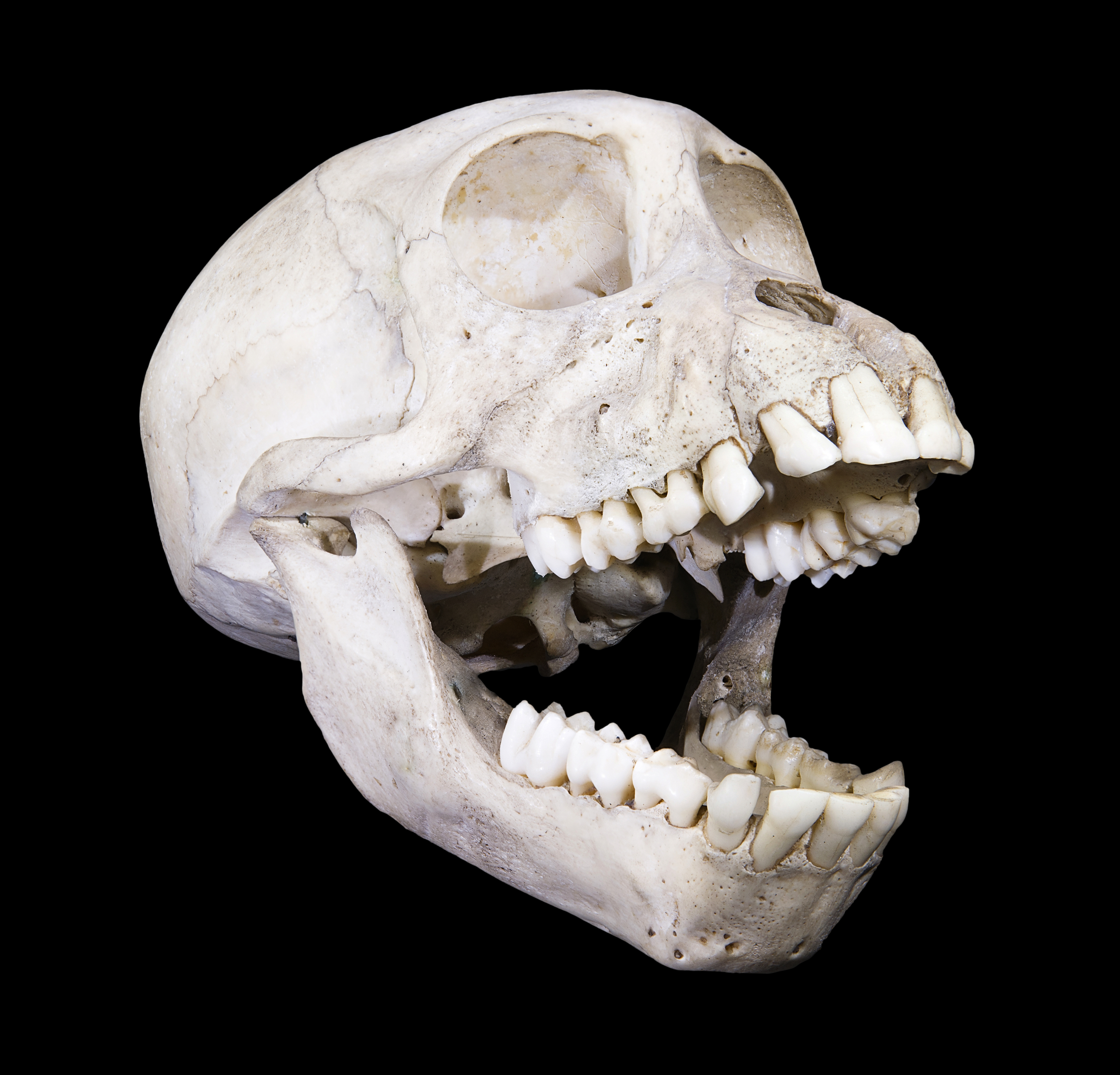
بابون زرد

## بی‌مهرگان

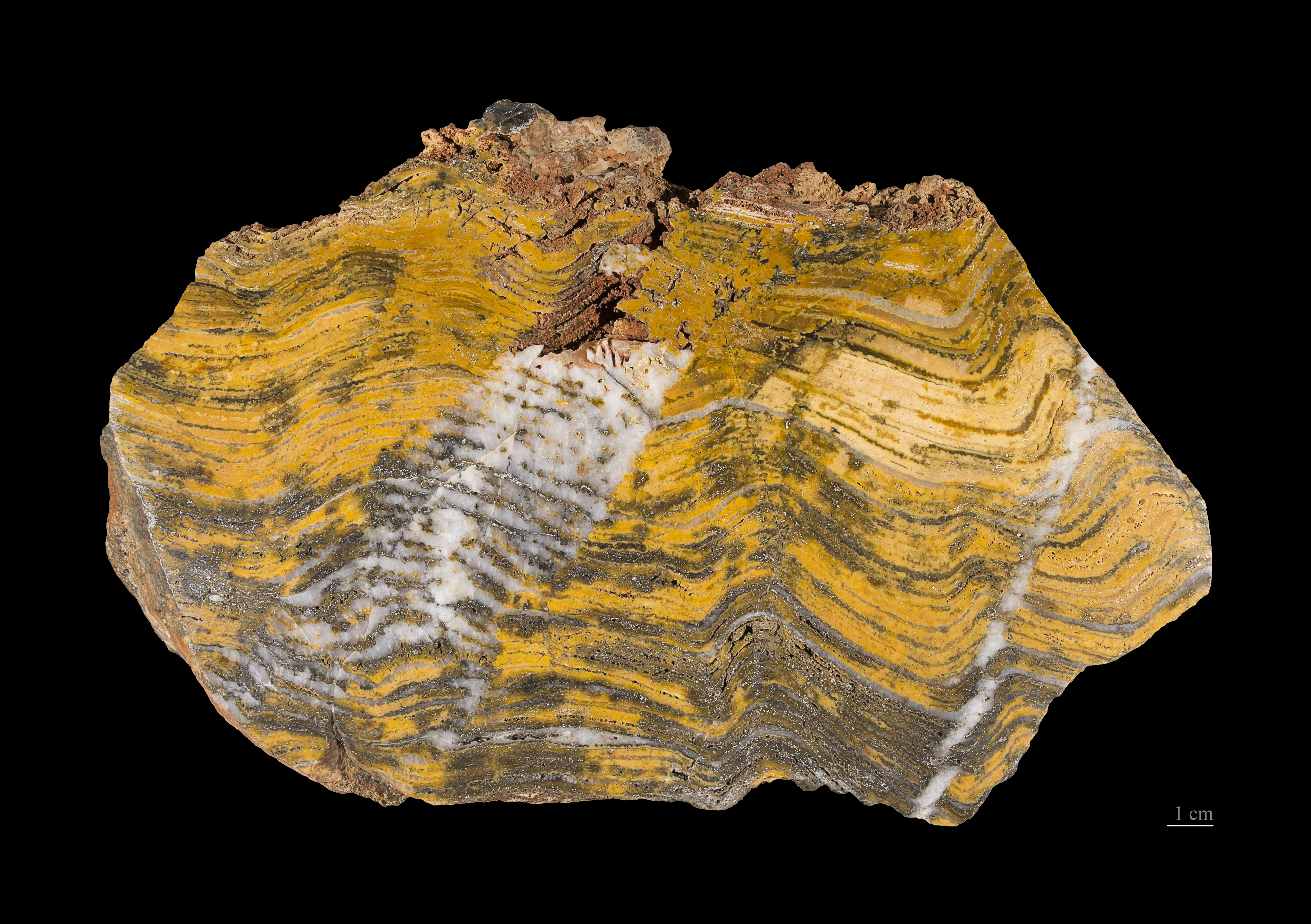
نخست‌زیستی دیرینه
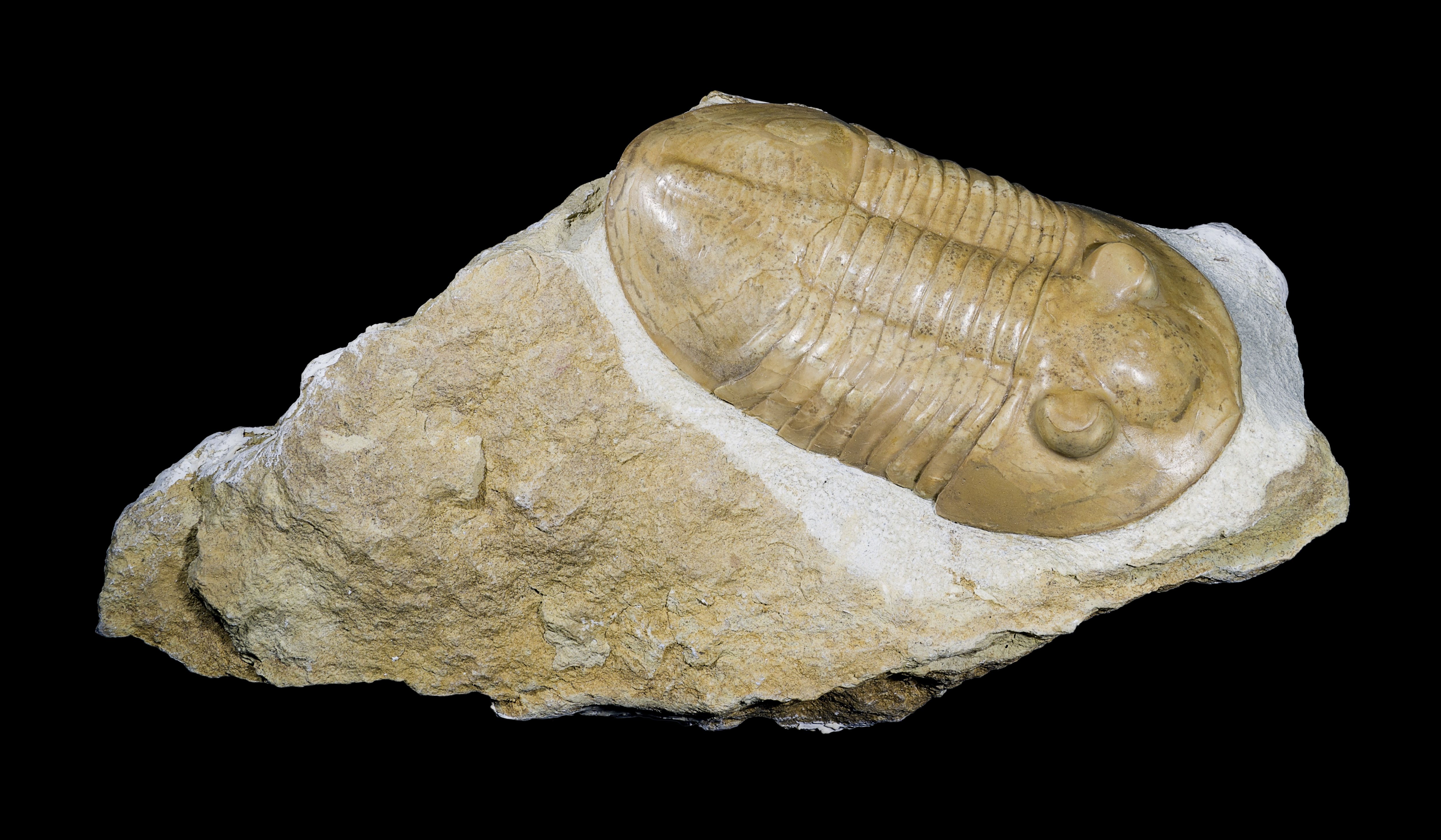
تریلوبیت

## مهره‌داران

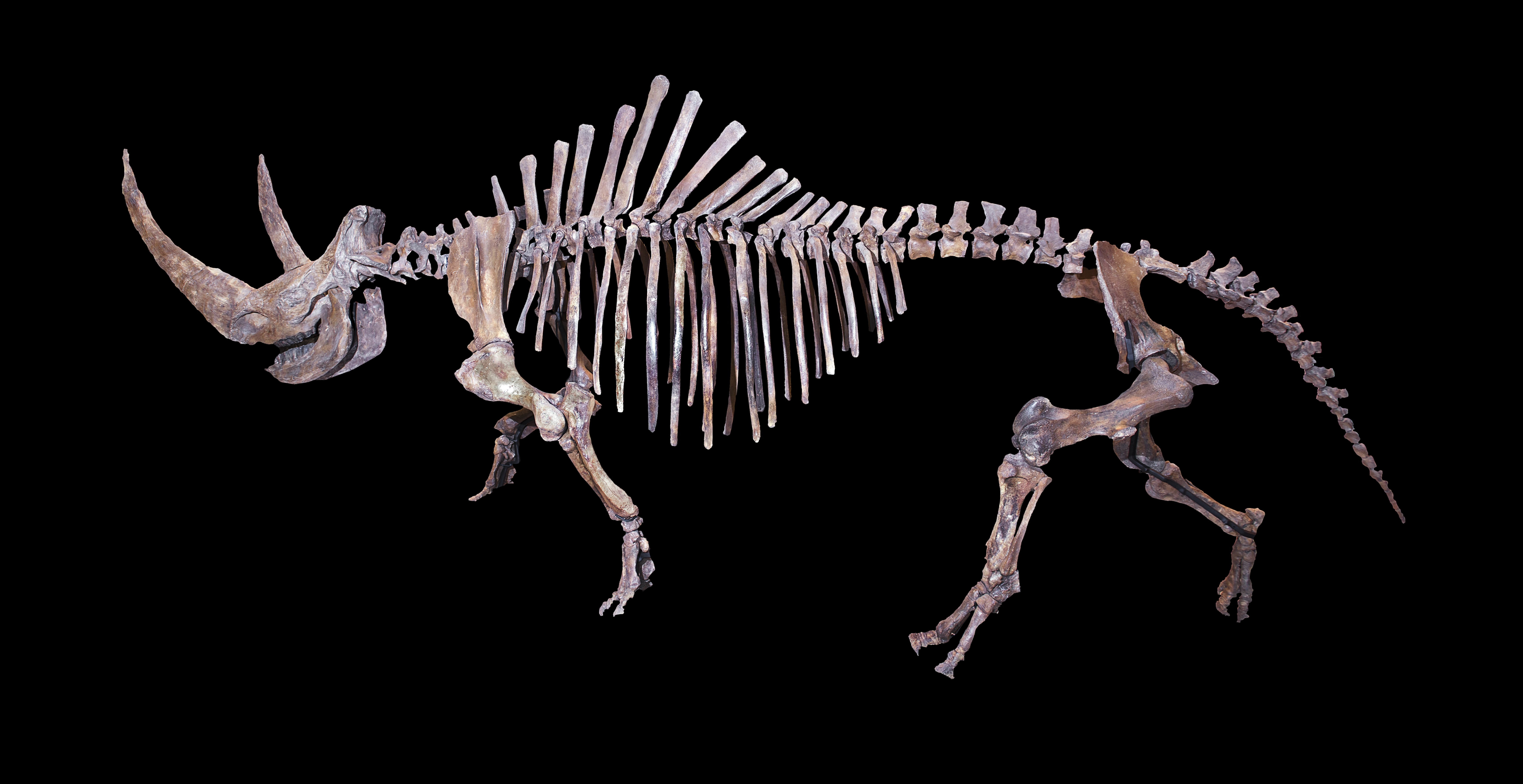
کرگدن پشمالو دوران پلیستوسن
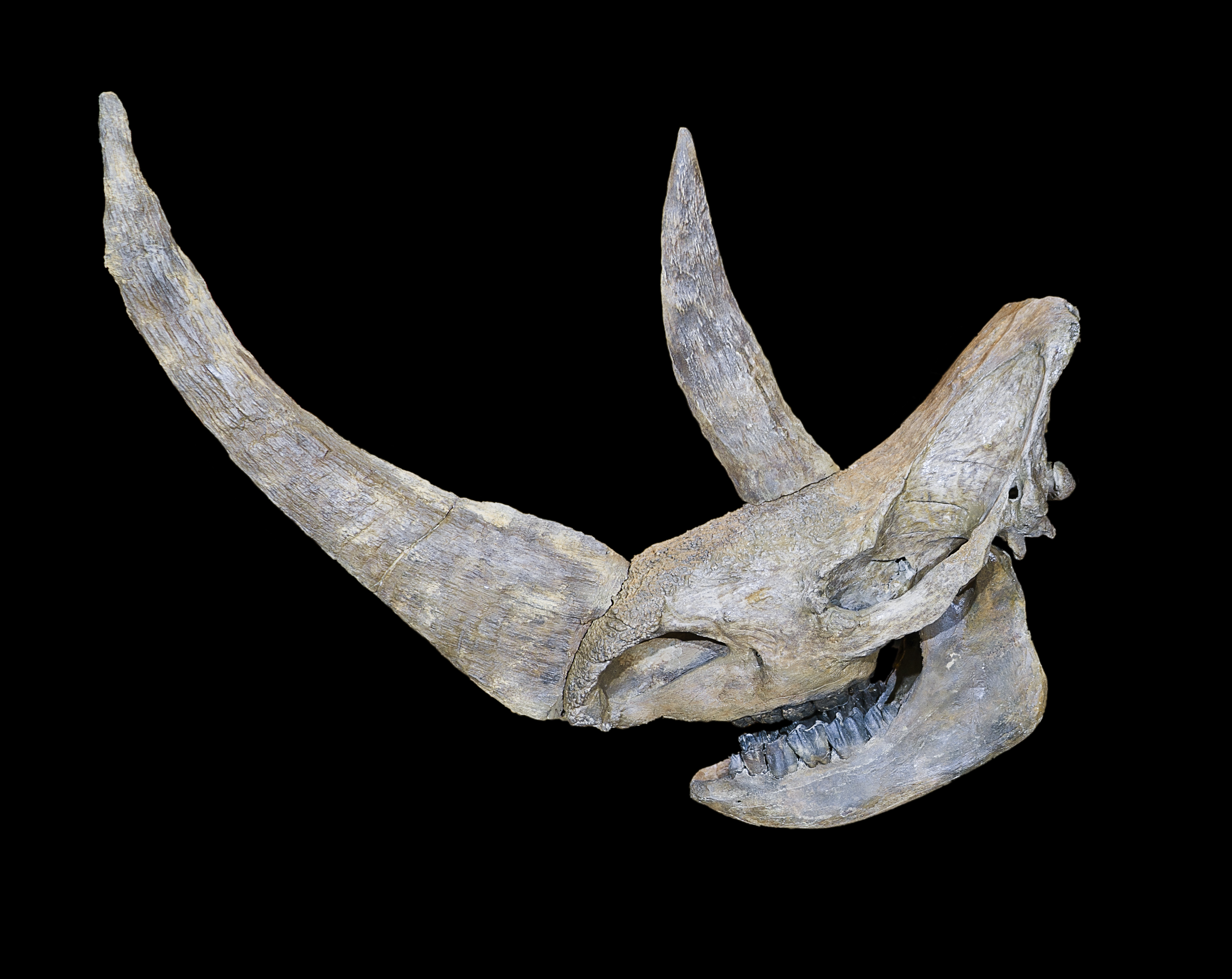
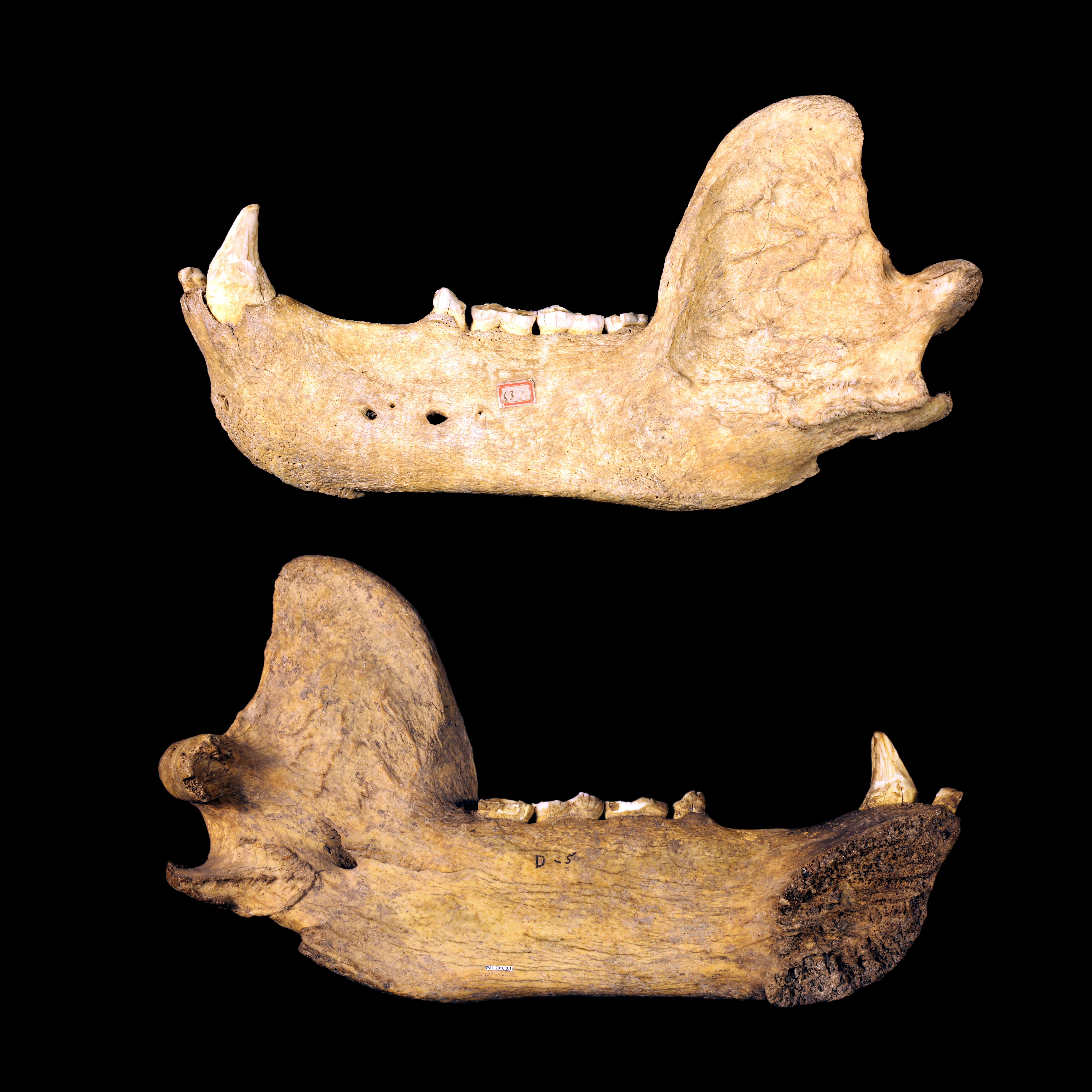
خرس غارنشین